# モーターヘッド (ファイブスター物語)
モーターヘッド (Mortar Headd) は、漫画『ファイブスター物語』に登場する架空のロボット兵器の呼称。略称はMH。
なお、『月刊ニュータイプ』2013年5月号より再開された連載においては、作中に登場するロボットは全てゴティックメード（GTM）に差し替えられ、星団暦の年表等におけるMHに関する記述は全てGTMに変更された。ただし「黒騎士」の名称やフレームタイプの区分など、一部にMHの設定を流用した部分も残されている。
他とは隔絶した性能をもつ一部の機種は設定上はモーターヘッドではなく「ロボット」とされているが、本項では便宜上モーターヘッドとして扱う。

## 概要
作品の舞台であるジョーカー太陽星団で開発された最強の戦闘兵器。基本的には人型を模しており、個体差・一部の例外こそあるものの一般的なサイズは肩高15メートル前後、出力は2兆馬力程。光をエネルギーに変換して天文学的な出力を発する外燃機関「イレーザーエンジン」を動力源とする。
活動で生じた熱をエネルギーに逆変換するファンクション・タービンにより、エネルギー系は第二種永久機関として機能するためアイドリングや基本動作では半永久的に稼働できる。しかし戦闘やテレポートなどの急激なエネルギー消費には追従できずエネルギー切れを起こして活動不能となる事があり、その際はバスター・ランチャー等外部からエネルギーを注入するなどして再起動する。
MH自体には意志は存在しないが、経験を記憶する能力及び幼児程度の知能は備わっており騎士やファティマを父や母として認知、その行動に盲目的に追従する。基本的な行動パターンは建造時にプログラムされており、更に戦闘を繰り返すに従い実戦経験をメモリーしていく（実戦経験の無いMHは「ヴァージン（処女）」と呼ばれる）。しかしレッド・ミラージュにおいては眼にした物を全て破壊する強力な破壊本能がプログラムされており、騎士とファティマは暴走を抑える安全装置としての役割を主に担うことになる。
MHの設計・製作が行えるのは、メインフレームの設計段階でMH全体の完成像を把握し得る様な特別な能力を持った人間に限られ、「モーターヘッド・マイト」と呼ばれている。MHの開発には数十年単位の年月を要し、複数のマイトや、MHの運用に深くかかわるファティマの製造を担当する「ファティマ・マイト」も関わることがある。量産騎になるとαテスト騎、βテスト騎と試作を繰り返すことになる。また、組立てや実際に運用される戦場での整備・調整においてはマイトに次ぐ能力を持つ専門の技師「マイスター」がこの任に当たり、戦場ではMHの実稼動数＝マイスターの能力が戦況を左右すると言われる。モーターヘッド・マイト、マイスター共に星団では希少であり高い地位を得ている。
総称のMortarは迫撃砲、 Headdは神（末尾のdの重複は強意表現）を意味しており「迫撃神」と訳される。また「電気騎士」と表記されることもある。
主兵装は刀剣・槍・棍・斧など近接戦用の武器である。これはMHの攻撃力・防御力・機動力はその他の兵器に対しほぼ無敵を誇り、自ずと戦闘は対MHの白兵戦が主となるからである。副兵装としてレーザーやミサイルなどの射撃武器も騎体各所に装備されているが、MHの装甲に対しては有効打とはならず、主に牽制またはMH以外の敵に対する攻撃用として用いられる。対MH戦用の切り札として作品世界での最強の火器とされるバスター・ランチャーを装備する騎体もある。
活動範囲は地上から空中、水中、宇宙にまで及ぶ万能戦闘兵器である。しかし実際の戦闘は戦術上ほとんどが地上で行われる。光速移動（劇中では「テレポート」とも表現される）も可能だが多大なエネルギーを必要とするため、緊急時以外は主に戦場に移動する場合に母船のエネルギーを用いて行われる。
搭乗者の動作速度をそのまま騎体のサイズに倍加して反映する性能を持っており、平均的な人間を遥かに超えた反応速度をもつ騎士（ウォーキャスター・ヘッドライナーとも呼称、後述）が駆ることによりMHはすさまじい機動力を誇り、ミサイル等の誘導兵器をはじめあらゆる通常兵器による攻撃は当てることすらままならない。たとえ命中したとしてもMHの装甲の突破は容易ではなく、さらには装甲自体に自己修復機能が備わっているため撃破に至らしめるには広範囲に有効打撃を与える連続性を持った攻撃か、一瞬で装甲を突破し内部構造にまでダメージを与える強大な打撃力が必要になる。理論上そのような攻撃が可能とされるのはバスター砲による砲撃だが、それすらも前述のテレポートで回避可能であるため（戦術的にはエネルギー切れを狙った連続攻撃等で対応可能とは思われるが）、MHには基本的にMHによる白兵戦でしか対抗できないとされる。しかしその一方で重力下で転倒すると自重で破損してしまうという物理的限界に伴う脆弱さも併せ持っており、また可動部のため装甲が困難でなおかつ制御系統の構造物が集中する首部分が構造上唯一のウィークポイントとなっている。
この様にMHは非常に高性能な兵器であるが、それに比例して搭乗者にも高い反射神経やMH同士の戦闘で発生する衝撃に耐えられる頑強な身体強度等非常に高い能力を要求される。そのためMHを動かすには「騎士（ヘッドライナー）」と呼ばれる特別な能力を持った者と、「ファティマ」と呼ばれる専用の情報処理能力を持った人造人間によるツーマンオペレーションが必須となる。騎士ではない普通の人間ではまともに操縦することすらできず、動かせたとしても騎体の動作に反射神経が追いつかずに転倒・大破させてしまうのが関の山である。ただし、整備等で手足を動かしたり、コントローラーを用いたり、ファティマの協力で移動させる程度なら可能である。
騎士
MHの操縦者。ヘッドライナーとも呼ばれる。起源はかつてのAD世紀時代の「超帝國」で遺伝子操作等により戦闘を目的に作られた「純血の騎士」と呼ばれる戦闘人種と人類との混血。騎士は普通の人間をはるかに超える驚異的な身体能力を持つ。基本的にMHの動作は搭乗した騎士の動きのトレースである。
騎士の能力発現は劣性遺伝であり、現在では全ての人々にその遺伝子が行き渡っている一方でその血は薄まっており一般市民からの騎士の輩出はまれである。その一方で太古から連綿とした血統を保っている王族・貴族には強力な騎士の遺伝子が高確率で発現する。
遺伝子発現による先天的な能力そのものが騎士の条件でありMHの操縦者として求められる資質であるものの、逆に「MHを駆る者こそが騎士と呼ばれる」とも言われ、騎士の能力を持ちながらファティマを得られないなどの理由でMHに乗れない者は「半騎士」などと呼ばれて同じ騎士の間では蔑まれている。
騎士の能力はMHによる戦闘のほぼ全てに影響する要素であり、特に強力とされるMHであっても搭乗する騎士の実力差によって簡単に敗れてしまうことも起こりうる。裏を返せばL.E.D.ミラージュ等、一部の例外を除いてMH自体の機体性能には圧倒的な格差は存在しないとも言える。
前述の通りMHは騎士とファティマのツーマンオペレーションであるが、コクピットはそれぞれ独立しており騎士コクピットはMHの胸部装甲内（人体でいう所の心臓の前部分）、ファティマ・コクピット（ファティマ・ルームとも）は頭部内にそれぞれ格納される。騎士側のMHの操縦は全身で行うため、騎士用コクピットはそれぞれの騎士の体格に合わせて作られており、別の騎士が搭乗するにはコクピットの入れ替えが必要となる。そのためコクピット付近に攻撃や圧迫を受けると騎士は回避できずダメージを負う。ファティマ・コクピットは空間的に余裕があるため共用が可能である（全てのファティマは、元は一人の騎士の細胞から作られており体型に大幅な差異は発生しないため）。ファティマは騎士に近い強靭な肉体を持つうえ、美観を損なうという理由からファティマ・コクピットにはシートベルト等の拘束具などは備わっていない。コクピットは完全にシールドされており、超常の力とされるダイバーパワーでさえ通さないとされる。
MHの操縦時、騎士の肢体とコックピットは機械的に接続されており、これにより操縦桿等を使用する操作で発生してしまうタイムロスをゼロにする事で騎士の反応速度を最大限に活かすことが出来る。しかしMH側の挙動も騎士にフィードバックされるため、騎士の肉体にダメージを与える様な強い損傷や衝撃を受けた場合は自動的に伝達クラッチが切られる保護機能が設けられている。ただし稀にクラッチのオフが間に合わず武器を取り落としたり、騎士がダメージを負うこともあり、後者は「 バックラッシュ 」と呼称される。ただし圧倒的な速度でMHの手足を切断した場合、騎士側へのフィードバックは発生しない。
ファティマ
MHが強力となったことで騎士が単独で操縦を行うことが困難になったことから、操縦の補佐として情報処理用に開発された人造人間。MHの動作衝撃に耐えられるように騎士に近い身体能力を持つ。ファティマが出力調整、索敵、火器管制等を行う事で騎士がMHの操縦に専念できるようになり、MHはより高い能力を発揮する事が可能になった。
基本構造（フレーム）
構造は人間の背骨の様な竜骨と呼ばれるメインフレームに、イレーザーパワーで駆動される動力ピストンとインナーフレームが取り付き、その上を何重もの装甲が覆う構造となっている。その装甲や装備は戦闘を行う場所の環境や戦術に応じて変更され、また既に完成された兵器であるMHには「強化改造」などはあり得ないものの、戦術思想の時代の変化に伴う改装は頻繁に行われているため、同一のMHでも全く異なる姿で現れることがある。また、騎士のコクピットは胸部の竜骨前方に、ファティマコクピットは竜骨の最登頂部、MHの頭部に収まっている。動力源のイレーザーエンジンは通常は人間の心臓と同じく胸部中央に納められるが、天照の開発したレッド・ミラージュに代表されるミラージュ・マシンは、両脚に内蔵したスーパー・イレーザーエンジンを同期駆動させる「デュアルツイスター・システム」を採用しており、K.A.N.など同様の設計を採り入れた他の騎体も見られる。
また、メインフレームの構造・セッティングは長い年月の末いくつかの形式にまとめられており、主にネコ科の動物の名前が付けられている。
ライオン・フレーム
MHマイト、ブラウニー・ライドが設計したセッティングで、MHエンプレス、サイレンやAトールなどを始めとする星団のMHのほとんどがこのセッティングを採用している。バランスが良く、装甲などの換装も容易な扱いやすいフレーム。
チーター・フレーム
ライオン・フレームと同じくブラウニー・ライドの設計したセッティング。柔軟性とスピードに優れるが武装や装甲のバリエーションが制限されてしまう。エンゲージ・シリーズやカンタイプが採用している。
ティーガー・フレーム
バングのみに導入されている、ストーイ・ワーナーが開発した可変型フレーム。機密保持を重視するバングの性質に合わせて造られた物で、エネルギー消費が非常に多いという欠点がある。
ボーン・フレーム
ファントムのために新しく設計された最新型のフレーム。採算を度外視して高価な素材もふんだんに使用した結果、細身でありながらも非常に堅牢かつ重量のある構造となっている。
スミロ・フレーム
マシンメサイヤ・オージェで使用されているフレーム。
スパイラルフレーム
L.E.D.ミラージュで使用されているフレーム。デュアルツイスター・システムのためにイレーザーパワーの導管が2本あるのが特徴。

### 特殊用途モーターヘッド
既に述べた様にMHは万能兵器であり、装備の換装のみでおよそあらよる用途に対応できる。しかし極わずかに特殊用途に特化したMHも存在する。
駆逐モーターヘッド
国家筆頭騎士や騎士団長クラスの騎乗を前提に、対MH戦に特化した仕様のMHを指す。そもそも相手の剣が当たらなければ必要の無い物である装甲は極力減らされて運動性を高められ、盾（ベイル）もパニングバランスを考慮して最低限の小型の物か、あるいは装備せず下腕の装甲で賄う物が多い。K.O.G.シリーズやB1デストニアス、Vサイレンやバイオラ等が該当する。
本来MHは騎士とファティマが乗り込めば即座に始動させられるが、これらの騎体は特定個人の専用機としての傾向が強く、専用の始動キィが必要なものが存在する。キィには始動用のブートプログラムが組み込まれており、キィがなければ開発者であっても始動させられない。
回収用モーターヘッド
戦場で行動不能になったMHの回収及び騎士を救出して後方に送る任務のために様々な特殊装備を備えたMH。退役した旧型MHから改造される事が多く、操縦はやはり騎士でなければ不可能。ミラージュ騎士団では退役したホーンド・ミラージュが回収用ベルゲ・ミラージュに改造されたとされ、魔道大戦ではフィルモア騎士団のサポートにベルゲ・サイレンが出動している。これらの回収用モーターヘッドは通常は攻撃対象にならない。
ミラージュマシン
天照自ら開発したミラージュマシンは、MHの常識に反して各型ごとに特殊用途に特化した設計となっている。その最たる物が巨大バスターランチャーを装備したJ型駆逐戦闘兵器とそのサポート用の特殊仕様のLEDだが、そうした理由は設計した天照本人以外には全く不明。

### 戦争におけるモーターヘッドの役割
ジョーカー星団での戦争は、土地や人民を手に入れる国家間交渉の一手段とされている。そのために被害を最小にする目的で戦争代理人として騎士、そしてMHが用いられて、艦隊戦など多大な被害が予想される作戦は行われない。そのために非常に強力な兵器を開発した。それがMHであり、その操縦者が騎士である。
作中では、コーラス軍の空中戦車に搭載された連射式の180mmガンランチャーが偶然命中した事で、ハグーダ軍のMHマグロウが撃墜されている。しかしこれはコーラス軍の空中戦車隊にとってはかなりの幸運であり、通常ならば10台の戦車での攻撃の上で数分間で5,000発の射撃をしても、MHにかすらせる事すらできない。この為、本来ならばMHは空中戦車の様な通常兵器を歯牙にもかけない。こうした圧倒的な力の差はMHと対峙した通常兵器は見逃されない限り撤退すらままならない。
MHはMHでしか対抗できない存在であり、MH同士の戦闘は決戦となる。MHの一騎辺りの性能はよほどの例外を除いては大きな差はなく、基本的には配備数の差が戦局を左右するため、通常兵力同士の戦闘は敵勢力のMH配備数を把握するまでの時間稼ぎである。敵勢力よりも自勢力のMH数が上回ればMH戦に移ることで勝算が非常に高いものになるし、逆に下回ると自軍に特別強い騎士やMHがない限りは撤退が賢明となる。この判断に時間を要するとそれだけ一般兵士に被害が大きくなり、劇中で描かれる戦争には情報戦の側面がある。
MHの存在意義は、戦死者の軽減はもちろん、戦火で土地や人民を損なうリスクを最小限に抑えて領地を手に入れられるという点にある。またそれ故に騎士は戦争の全権代理人である。ジョーカー星団では強力な能力から騎士は人権が大きく制約されているが、それと引き替えとして高い地位が与えられている。

### 権威の象徴としての役割
MHの操縦は簡易な範囲（戦闘を伴わない移動程度）であれば騎士あるいはファティマ単独でも可能である。優れたファティマの場合は騎士抜きでのMH戦すら試みることができるが、ほとんどの場合MHの能力を引き出すまでには至らない。また、騎士ではない人間では戦闘行動による衝撃に耐えられない。この為、騎士ではない為政者がMHを所有するのは、自分の権力を誇示するための虚飾としてであり、金銭等で騎士との縁戚関係になることと共に行われる。
国家や騎士が所有する場合でも、MHには国家の威信を示す等の役割があり、式典専用の優美な装甲が作られる場合もある。MHが兵器であると同時に最高の美術品と言われる由縁である。式典用装甲は極めて脆弱な場合が多いが、名のある騎士やファティマの搭乗騎では、戦闘用装甲であっても装飾が行われていることが少なくない。

### モーターヘッドの歴史
MHの前身は、AD世紀に生み出された戦闘マシン「マシンメサイア」（マーシンメースとも）である。ファティマを必要としないコントロール体系をもち、現在の騎士をはるかに凌駕する強力な「純血の騎士」との完全シンクロにより、その戦闘力は後のMHを上回るものであった。また、黎明期には様々な形態・サイズの機体が試みられたが、パワーバランス等に最も優れているとして肩高15メートル前後の人型へと集約されている。
星団暦に入りMHへの変化を経て、この兵器は変わらずジョーカーの最強兵器として君臨したが、各種資源の枯渇や科学技術の後退と、騎士の血の拡散により、戦闘力の点で以前より劣ることは否めないものとなった上に生産それ自体が不可能となっていた。しかし星団暦2310年に開発された有機コンピュータ「ファティマ」により、MHの概念は新たな時代へと突入する。すなわち騎士がMHの操縦に専念することが可能になったことで、当時としては画期的な戦闘力の向上を得たのである。さらにしばらくすると、特定の騎士とファティマとの組み合わせの場合にMHの戦闘力が飛躍的に向上することも発見された。
MHは「領地争い」という当時の星団の戦術ニーズに合致し、数々の騎士がこれを駆って剣技を磨いた。MHは「MHを倒す兵器」として特化され、洗練されていった。この戦術ニーズにおいては、大量破壊をもたらす兵装よりも、効率よく敵MHを戦闘不能としうる騎体特性が求められた。バスター砲で破壊し尽くされ、生産力を失った土地に、当時の王たちは高いコストを払ってまで手に入れる価値を見出さなかったのである。
そんな中、3007年、A.K.D.光皇（皇帝）天照・ディス・グランド・グリース・エイダス・フォースが発表したMH群は星団中の失笑をかうものであった。火炎放射器（インフェルノ・ナパーム）を装備したレッド・ミラージュ、バスター砲を持つナイト・オブ・ゴールド、そして標準の3倍以上の巨大な騎体をもつヤクト・ミラージュなどの「ミラージュ・マシン」。これらの騎体は、明らかに破壊のみを目的としたものであり、当時の戦術理論では全く意味をなさない兵器群だったのである。
しかし3159年、天照の星団侵攻が始まると失笑は恐怖の叫びに変わる事になる。「ＭＨとは一対一もしくは乱戦を行う物」というそれまでのＭＨの常識を完全に覆した「戦陣を組み集団戦で対MH戦を行う兵器群」であるミラージュMHは破壊と殺戮の限りを尽くし、遂には惑星カラミティ・ゴーダーズを消滅させる。一方、星団全体の資源は枯渇し、MHマイトの血筋は失われつつあった。人々は対抗するすべを持たず、星団はついに天照の手に落ちた。
のち、フィルモア・パルチザンをはじめとする勢力がA.K.D.を倒し、星団を解放する。しかしこのときも、両勢力ともに、兵器としては既存のMHを改良、あるいはそのまま使用したものがほとんどであった。
MHの技術はやがて完全に失われ、伝説化する。星団暦18000年代のジュノーでは、「緑色の悪魔」「火色の巨竜」といった童話中の比喩に、わずかな名残をとどめるのみであった。

## デザイン
MHのデザインは、連載開始時にデザインが公開されたものについては、作者である永野護がメカニックデザイン・キャラクターデザインを手がけたアニメ『重戦機エルガイム』の架空の戦闘兵器「ヘビーメタル」を元にしている。ファイブスター物語の冒頭で、『エルガイム』に登場するバッシュを基にしたバッシュ・ザ・ブラックナイトと、ブラッド・テンプルを基にしたレッド・ミラージュとの戦闘が描かれ、エルガイムのファンを読者として惹きつけるための作者の演出である事が明かされている。
また、『エルガイム』のヘビーメタルのデザインを基にしていると言っても、劇中に登場しなかったものも多い。ブラッド・テンプル自体、公式設定資料集の表紙に描かれているものの『エルガイム』の劇中には一切登場しておらず、発掘されたブラッド・テンプルNo.3の頭部がエルガイムMK-IIの頭部に流用されたというのみである。また、ブラッド・テンプルがレッド・ミラージュとなるなどテンプル・シリーズはミラージュ・シリーズに置き換えられる一方、名称のみを継承した新たなデザインのテンプル・シリーズも登場している。
第4話終盤での星団暦4100年のパトラクシェ・ミラージュ（ナイト・オブ・ゴールドAT）とエンゲージSR.4（ジュノーンodk）との対決は、『エルガイム』最終回「ドリーマーズ・アゲン」でのエルガイムMK-IIとオージ（オリジナル・オージェ）の対決に対するオマージュである。
『エルガイム』においてはアニメーション動画用に省略されていたロボットの細部が、本作では妥協なく書き込まれ、同じ種類のモーターヘッドであっても「装甲換装」や「バージョンアップ」によって、多様なバリエーションを与えられている。
なお、連載開始時にデザインが公開された中では、ホワイト・ミラージュが唯一、『エルガイム』とは無関係である。ホワイト・ミラージュは没となった永野案のΖΖガンダムが基になっているが、その後、「ワイツ・ミラージュ」に改名される等の変遷を経て、現在では設定から外されている。

## モーターヘッド模型（ガレージキット、プラモデル、その他）
WAVE・海洋堂・ボークス・ワークショップキャストなど模型製作・販売会社の各社が、レッド・ミラージュ等のガレージキットを発売している。
MHの商品化に際してはガレージキットとしての発売が基本となっている。これは連載当時ガレージキットが盛り上がりを見せていた事と、原作者の永野護が大手メーカーによる商品化に難色を示していたからであるが、この姿勢は現在も継続されている。
ヤクトミラージュやLEDミラージュ インフェルノ・ナパーム装備などは、当初永野は「立体化は不可能」と豪語していたが、どちらも1/100スケールでの立体化が実現している。エンゲージSR.4（通称「ラスト・ジュノーン」）に至っては、永野が『F.S.S.DESIGNS 2』でデザイン画は「永久になし」と宣言しているにも関わらず、単行本での僅かな情報を基に1/100スケールでの立体化を果した。2つのバスターランチャー砲（通称「ツインタワー」）を持つヤクトミラージュが1/100のサイズで発売された際は、20万円近くにもなる価格もさることながら、全長2m以上というサイズで注目を集めた。
またボークスやWAVEはインジェクションキット（いわゆる普通のプラモデル）の製品展開もしており、今でこそレジンキャストキットや近年増加傾向にあるインジェクションキットというフォーマットだが、ガレージキット黎明期にはホワイトメタル製、ソフトビニール製のキットも存在していた。
完成品アクションフィギュアの類は細密なディテールを必要とするMHの性質や永野本人のモデラーとしての姿勢から、かつて海洋堂が発売したもの（これは永野の不興を買い、短期間の販売で製造中止になっている）を除いて全く存在しておらず、2010年にWAVEが永野の「レジン・インジェクション以外の組立キットのアプローチを試みて下さい」との要望に応える形で完成品フィギュアシリーズ『MH GENEALOGICA』を企画・発表するも、製品化されずに終わっている。
ガレージキットの様々な展示会において法人、個人問わず数多くのMHの立体物が見られる。
レジンで成形されたガレージキット、大手ではインジェクション化（プラモデル）個人ではペーパークラフトやその他多種多様な素材を用いて表現、具現化するモデラーも存在する。
海洋堂のMH造形やWTMの原型で知られる谷明も、元々はアマチュアとしてMH造形をおこなっていたのを永野本人に見出された経緯を持っている。しかし現在アマチュアディーラーにおける版権承諾は、ワンダーフェスティバル内にて不定期に行われるFSSイベントのみとなっている。
近年では、LEDミラージュなどの半透明装甲の再現や、ボークスのマイティシリーズにおける、パール顔料を混入した上での着色済みの半透明装甲や、エッチングパーツを使用した多重構造の再現、カラーキャストやメタルなど複数のマテリアルの使用などといった新しい試みがなされている。さらにWAVEがKOGの金色の半透明装甲をRCベルグの得意とする「インサート成型」で再現されるなど、ある意味ではメカ系のガレージキット業界における最新の製法が生み出されているとも言える。
現在定期的にモーターヘッドのガレージキットを発売しているのは、イベント限定商品を除くとボークスとWAVE、ワークショップキャストのみであり、そのどれもが基本的には直販での販売であるが、以前の版権管理会社であったトイズプレスによって不定期ではあるが海洋堂の以前の製品等をトイズプレスの企画販売という形で販売するケースも稀にある。
現在ファイブスター物語関連の模型は日本国内の前述の3社が版権を取得し販売しているが、個人（国内外問わず）や海外企業等には版権は下ろされてはいない状況である。なお、2005年以降は角川書店がトイズプレスに代わり著作物の窓口となっている。
2013年のFSS設定刷新でゴティックメードに置換された後も、モーターヘッドのデザインは高い支持を得ており、依然として新商品の開発・発売が継続している。

## 主なMH一覧
作品に登場する主な国別の、MHの一覧。ただし、MHを個人所有している騎士がどの国に仕官もしくは加勢しているかという事や、国名を明かさずに他国に援軍を派遣する場合、他国のMHを接収して用いる場合、個人傭兵や傭兵騎士団などの国から独立した武装勢力が存在するという事情があるので、単純に国別に分ける事はできない。時代によって、各勢力を転々とする機体も存在する。

### A.K.D.

#### ミラージュ・シリーズ
天照がミラージュ騎士団専用に製作した一連のMH。本来MHは万能兵器なのだが、ことミラージュ・マシンにおいてはその限りではなく、特殊用途用が多い。以下のMH以外でも、ミラージュ・マシンのパーツを組み込んだMHに対して、天照が（勝手に）ミラージュ・マシンの名を冠しているものもある。未来の天照である天照大神やその娘のカレンの意思によって取り付けられた装備も多いため、現時点では天照自身でもなぜ取り付けたのは分からないことも多い。最終的にはカレンとクラスファー（大雲上）とにより世界自体がモーターヘッドからゴティックメードに変えられてしまった。
L.E.D.ミラージュ（B型）
ホーンド・ミラージュに代わるミラージュ騎士団の主力となったMH。半透明の装甲を持ち、戦闘時には目映く発光し非常に美しい。3159年の星団大侵攻ではわずか15騎で星団を蹂躙し恐怖に陥れた星団史上最強の「ロボット」であり、後世の歴史家はあまりの強さからこの騎体を「モーターヘッド」のカテゴリーから外しているほどである。単体運用でさえ最強クラスの位置づけだが、ライド・ギグシステムによる集団運用により本質を発揮し、味方の識別子をつけていないありとあらゆるものを破壊しつくす悪魔となる。その破壊力はMHではまるで歯が立たないとされ、実際に敵対国の首都を1分かからず殲滅しきっている。
レッド・ミラージュとあるが「RED（赤）」ではなく、L.E.D.すなわちleadの過去形過去分詞形ledであり、「常に先を行くもの」という意味を持たせている（「L.E.D.」は強意表記。日本語でいえば「レ・ッ・ド」のような変形綴りである）。なおLEDの名の引用元であるイギリスのロックバンドLed Zeppelinのledは、「鉛」を意味するleadをアメリカ人が「リード」と読むのを避けるためにaを取り払ったもの。
装備として、（霊的なものも含めて）全てを焼き尽くす「インフェルノ・ナパームシステム（旧設定におけるフレイムランチャー）」、大気圏内用ユニット「ブーメラン」、宇宙用ユニット「ルナA」「ルナB」等がある（ルナA、ルナBは2007年に出された設定集『F.S.S. DESIGNS2』で破棄された）。
クロス・ミラージュ
集団戦闘時の偵察・索敵などを念頭に開発されたMHで、頭部には「ビョンド・シーカー」と呼ばれる小型索敵ロボットを収納している。ミラージュ・マシンの中では珍しく汎用性が高く、戦闘もそれなりにこなせるため、単騎での出動などで最も頻繁に用いられることとなった。
カルバリィ・C（C型）
開発用として先行して製作した騎体のコードネーム。コーラス - ハグーダ戦でディッパ・ドロップスが操縦した。保管していたこの騎体の外装をK.O.Gに取り付けて擬装したのがルミナス・ミラージュである。
クロス・ミラージュ雄型（G型）
クロス・ミラージュの重装甲型。魔導大戦で使用されるようだ。全ミラージュMH中、最も汎用性に優れている。
クロス・ミラージュ雌型（G2型）
軽装で高出力化した騎体。過度のチューニングが施されており、ミラージュ騎士クラスの能力でも無い限り非常に扱いづらい。アイシャ・コーダンテの愛騎とされ、作中では第3話のカステポーでのアシュラ・テンプル戦で使用した。しかし組み立て時のミスがあったまま持ち出され、さらにその欠陥が発見されないまま緊急出撃したため、戦闘中に排気系が破損して自滅した。
ヤクト・ミラージュ（J型駆逐戦闘兵器）
正式名称「錨は巻き上げられ、炎の時代が始まる」（ただし天照本人以外にこの名で呼ぶ者は誰もいない）。2種2騎が製造される。本体のサイズは長年のノウハウによりベストとされるサイズの3倍の約40m。それでいて通常のMHと同等以上の運動性能を誇る。また、装甲もその巨体に比例して厚くなっており、さらに膝から下はさらに厚くなっている。通常サイズのMHの剣が届く膝下の装甲には隙間が無く、本来の目的である砲戦のみならず対MH戦も真剣に検討されている。膝から上は軽量化のために装甲が各所でスケルトン構造になっている。
衛星軌道上からの砲撃から市街戦、果てはMH戦もこなすためにありとあらゆる兵器を装備している。最も特徴的な兵装は別名ツインタワーとも呼ばれ、その名の通り2門の最大サイズのバスター・ランチャーであり、全高は200mに達する。バスター・ランチャーの射撃時には四つん這いになるが、副腕副脚の合計4本の副肢は射撃の反動で騎体が地面から浮かないように掴まえるためのもの。射撃の閃光は宇宙からでも肉眼で見えるという。各砲身22発のカートリッジ式であるため、最大44連射という恐るべき殲滅攻撃が可能で、3239年にはカラミティ星を消滅させている。K.O.G.サイズのバスター・ランチャーも装備するが、副砲という位置づけであり、主バスター・ランチャーの照準を合わせる試射で使う。さらには天照の趣味で眼球内に大口径レーザー砲を1対2門装備しているが、最大出力で発射すると発射時の閃光により全ての視覚センサーが一時的にホワイトアウトするという欠点がある（天照曰く「欠点の無いMHなんてつまんないから」）。あらゆる点で桁違いのモーターヘッドであるため、並の騎士、ファティマでは十全なコントロールは不可能とされる。
オレンジ・ライト“ドラゴン”
グリーン・レフトに遅れて完成。全体が直線基調の外観を持つグリーン・レフトとは異なり共通パーツはほとんど無く、バスター・ランチャーの着脱も出来ない。カラーリングはオレンジ。ドラゴンを思わせる羽状のパーツを持つため、オレンジ・ドラゴンとも呼ばれる。3007年天照家創興4400年壮宋祭時にザ・ナイト・オブ・ゴールド、L.E.D.ミラージュと共に星団に公開されている。
グリーン・レフト“デーモン”
第1話の終章でフロート・テンプルに入城したラキシスに製作中の第1装甲を取り付けた状態の騎体を天照が見せた。第4話でのボォス星のレディオス・ソープ救出戦の際、フロート・テンプルに使える騎体が無かったことから、ラキシスが未使用のグリーン・レフトの使用を「シャフト」ことバーグル・デ・ライツァーに許可し、デルタ・ベルン星のフロートテンプルから単騎で出動。ボォス星のカステポーまでへの移動中、シャフトのパートナー、パルテノにより、参考となる騎体が存在せず戦闘データが全くない赤子の状態から立ち上げが行われた。後発のミシャル・ハ・ルンの隊が先に到着し、アイシャ・コーダンテの参戦もあってA.K.D.軍はヤクトを投入することなく劣勢を挽回するに見えたが、ソープの位置をシーブル軍も見付けたことでA.K.D.軍は突然の窮地に陥った。絶体絶命と思われたその時、ヤクトは戦場に降下。大気圏突入がもたらした衝撃波で戦場は一瞬敵味方とも大混乱に陥り、収拾がついた後その巨体を見た者は皆恐怖した。アーレン・ブラフォードは「あの巨体で（通常の）MHと渡り合うのは無理」と見たが、操縦するシャフトとパルテノの能力もあり、その巨体からは信じられないほどの機動性によりブラフォードのアパッチ、パイパーとジョグ・ケルシャーの青騎士、メイユ・スカのザカーの計4騎をこともなく撃破。
星団暦2992年時点では、この騎体を収容できる艦船がジョーカー星団には存在しないこともあり、単騎での往復となった。なお、この時はバスター・ランチャーは装備していない。
スピード・ミラージュ
今後の宇宙空間への展開を予想し、飛行能力を充実させたMH。2種2騎が存在するが、当初の「カラーリングの違いのみの同型騎」との設定は没となっている。バスター・ランチャーを標準装備。
ヴンダーシェッツェ（S型）
1号騎。旧称は英語発音の「ワンダースカッツ」（時に「ウンダースカッツ」）。戦闘機に上半身が吊り下げられたような容姿で、右腕部分にバスターランチャーを装備、脚もランディング・ギアの様な形状となっている。完全な飛行戦仕様で従来の人型への変型は不可能となっている。
A.K.D.による星団統一後、天照より反A.K.D.パルチザンへの参加を命じられたアラート・エックスの乗騎であり、4100年、アラートの先祖（＝リィ・エックス）と天照が作ったA.K.D.の首都フロート・テンプルを砲撃し壊滅、A.K.D.の打倒は果たされる。
ヴォルケシェッツェ（S2型）
2号騎。旧称は英語発音の「クラウドスカッツ」（時に「クーラドスカッツ」）。電磁波により形態変化するモーフィング装甲を持ち、飛行形態と人型とに変形する。しかし飛行能力は1号機には及ばない。可変機構の影響でエネルギー消費が激しく、搭乗したログナーは「中途半端で扱いづらい」と評している。
フロート・テンプル陥落でログナーが、ウピゾナ・バーデンバーグとメガエラを回収しコクピットに乗せて脱出。アラート・エックスのヴンダーシェッツェに任務完了の労いの打電をする。
テロル・ミラージュ（H型）
正式名称は“GUAST IN TERROR”。隠密行動を前提に開発され、後方攪乱などを行うMH。ステレオタイプの忍者のような機体で、バル・バラ（手裏剣型ホーミングブーメラン）や、剣玉型フレイル（単行本ではカット。ただしリブート5巻160ページには掲載されている）などの特徴的な武器を持ち（アイシャ曰く、「思いつきで造ったあやしい武器」「こんなブーメラン何の役に立つかね」「『剣玉フレイル』なんて聞くも恐ろしい武器もあったけど何考えてんのかっ!!」）、カムフラージュなどのための特殊装備が多数搭載されている。また、勝手に動いて後のマスターであるアーレン・ブラフォードにウィンクして挨拶するなど、怪しい機能を多数持っている。下半身は通常サイズのミラージュと同じだが、他のミラージュより全高は低い（つまり座高が短い）。隠密行動用ではあるがレッドミラージュと同型のイレーザーエンジンを搭載しており、パワーもレッドに匹敵する。
初登場はアイシャ・コーダンテとアレクトーによるカステポーでの対シーブルのレディオス・ソープ救出戦。
アイシャはクロスのつもりで持ってきていたのだが、フロート・テンプルから出る前にテロルのテストをしたかったリィ・エックスの悪戯でモーター・ドーリーの中身が入れ替えられていた。ソープの捜索を行うべき地域では、既にA.K.D.ゴーズ騎士団とシーブルに雇われたパイドパイパー騎士団とのモーターヘッド戦が始まっており、ゴーズのブラッド・テンプルがパイドパイパーに押され窮地に立たされていたところに割って入った。アレクトーがソープ捜索に専念するため離脱していた事もあり、後にアルカナナイツとなる実力者イアン・ケーニヒの駆る、剣聖ナッカンドラ・スバースゆかりのMHヴァイ・オ・ラに苦戦していたが、ソープ発見に伴いアレクトーが戦闘に復帰するや一瞬にしてヴァイ・オ・ラのソニックブレードをかわして両手首を切断、戦闘不能に至らしめている。ヴァイ・オ・ラとケーニヒの力をもってしてもテロルの動きは補足できず、それどころかアレクトーは「一撃で破壊できた」とまで言い切っており、破壊しなかったのは「ヴァイ・オ・ラが貴重なMHであるため、壊すとソープが悲しむから」という理由である。
シーブル側にいたブラフォードは「戦闘バリエーションが無限に展開できる」テロルの能力を看破して「一度でいいから駆って見たい」と感想を漏らしたが、A.K.D.とシーブルの戦闘終了後ミラージュに入団し、実際にテロルを与えられることになる。後に当初のカラーである黒からロービジ（low visibility:低視認性）の灰色に変更される。
ロービジをブラフォード、黒をステートバルロ・カイダが使用するという2騎の設定だったことがあるが、1騎のみとなった。ホーミングブーメランが専用品として装備されていたのも搭乗予定だったステートバルロがバル・バラの使い手であるという設定による。
ルガー・ミラージュ
型式名Mirage R。テロル・ミラージュの姉妹騎。ヤクト・ミラージュの出撃シーンで無重力ハンガーにて1コマだけ登場している。
ホーンド・ミラージュ
レッド・ミラージュが完成するまでのミラージュ騎士団の主力MH。名前の由来は頭部のデザインがホルンに似ていることから。老朽化が進んでおり、L.E.D.の完成と共に退役。一部はベルゲ・ミラージュに改装された。
ラキシスの入城時やランドアンド・スパコーンの帰還の時に式典装飾され宮殿に配置されていた。
カヴァード・ミラージュ
レッド・ミラージュの開発のために作成されたホーンド・ミラージュを基とした原寸大のMH。ホーンド・ミラージュのその後のミラージュの基本となる小型のイレイザー・エンジンを2機搭載するレイアウトなどを検証するなどした。それに続いてさらにL.E.D.・ミラージュの開発用にE-S（イーエス）、E-L（イーエル）、E-N（イーノウ）のテスト用3騎が続いて作られた。
ジャッジメント・ミラージュ
型式名Mirage J。レディオス・ソープがジュノーンの改修でL.E.D.・ミラージュのエンジンを組み込んだことから、ミラージュの一つとしても分類される。詳細はエンゲージ・シリーズの項を参照。
マイティ・ミラージュ
型式名Mirage M。ダイアモンド・ニュートラルの開発したマイティ・シリーズにもL.E.D.・ミラージュのイレーザー・エンジンが使用されていることから、ミラージュ・シリーズとして分類されることがある。詳細はマイティ・シリーズの項を参照。
フレイム・ミラージュ
型式名Mirage F。運用が困難なヤクト・ミラージュの縮小版として2種2騎が製作された。ツインタワーの代わりにバスター・ランチャーを装備するも、失敗作になるとされる。本編未登場。
ルージュ・ミラージュ
型式名Mirage A。キュキィ・ザンダ・理津子の入団時に、彼女の個人騎エレシスを天照がミラージュ試作騎の没パーツを多数組み込み編入したもの。ビラルケマ・レーザーマシンガンを装備可能。
最初期の設定ではL.E.D.の色違い程度のデザインだったがボツになり、次の設定ではL.E.D.の重装版ともヤクトのサポート専用MHとも言われ、ビラルケマを装備した肩ユニットは「オージェ・ショルダー」と呼ばれるとされていたが、これもボツになった模様。
クルツ・ミラージュ
型式名Mirage K。ミラージュ最軽量のMHとして登場予定。峡楼姫とエレーナ・クニャジコーワが使用すると設定されているが、1騎のみで2名というのも、ミラージュ騎士ではないエレーナが使用するというのも設定が変わっている可能性がある。
ルクス・ミラージュ
型式名Mirage L。失敗作という以外に詳細不明。
ゴウト・ミラージュ
型式名Mirage X。ハスハのエンプレスをそっくり模したMH。ミラージュ騎士であるファティマ・タワーが使用する。ファティマは不要だというレディオス・ソープの願いを完成させた騎体という設定。
最新の設定では、エンプレスそのものであるようだ。天照がどうやってエンプレスを入手したかは不明。
AD世紀のマシンメサイア「焔星（エンシー）」の登場シーンで「高特幻像」とのマーキングが見られ、「ゴウト・ミラージュ」と読む可能性がある。
プレシジョン・ミラージュ / レッド・ミラージュII
型式名Mirage α。7777年以降にフォーチュンで製作されたMHの最終形とされるMH。
ベルゲ・ミラージュ
MHを回収するにはMHが最適だということで、行動不能になったMHを回収するためのミラージュマシン。レッド・ミラージュから製造した騎体とホーンド・ミラージュから製造した騎体とがある。MHの価格は天文学的なものであるため、使用できるものは極力回収して再利用される（現実の現代の軍でも戦車回収車などは存在している）。これは他の騎士団でも同様（フィルモアの「ベルゲ・サイレン」など）である。操縦にはやはり騎士とファティマが必要。
ワイツ・ミラージュ
サンライズ製作のアニメ『機動戦士ガンダムΖΖ』に登場する主役機ΖΖガンダムとしてデザインされたが、スポンサーにガンダムに見えないとしてクレームにより没になったものを流用したもの。ワイツ（ホワイト＝白）の名の通り、全身白一色のカラーリング。製作中にゲリラに破壊され、後にスピードミラージュ1号騎に部品を使われるという設定が存在する。

##### ナイト・オブ・ゴールド (K.O.G.) シリーズ
ミラージュ・マシンの中でもさらに特殊な、指揮駆逐用皇帝騎の総称。単にザ・ナイト・オブ・ゴールドと呼ぶ場合はラキシスのために製作した騎体を指す。正確には専用エンジンを使用した機体がナイト・オブ・ゴールドと定義されており、その種別はモーターヘッドに限らない。K.O.G.は、公開されたK.O.G.のイレイザーエンジンの中で、使途が不明な1台が存在しており、K.O.G.は以下の騎体以外に、もう1騎が存在することになる。
ザ・ナイト・オブ・ゴールド（ディスティニー・ミラージュ）
型式名Mirage D。正式名称「KNIGHT OF Titin D」。「黄金のモーターヘッドで迎えに来て」というラキシスのお願いを叶えるために製作された天照専用騎で、天照あるいはラキシスにしか制御できない。当然ながらA.K.D.の旗騎である。最外殻の装甲の全てに純金メッキが施されている。固定武装としてあまりの破壊力により星団法で禁止されているはずのバスター・ランチャーを装備する。最強の座を争う騎体であり、有り余る出力は三次元空間を歪めるほどだが、不安定で度々動作不能になる。日本の武士がそうであるように、盾を装備せず、腰に太刀を下げる完全駆逐用MH。巨大な頭部には次元航行デバイスや補助動力装置などが組み込まれているほか、完全メンテナンスフリーを目指して内部に広大な空間と自動生産工場が設けられており、ここでK.O.G.自身の部品から騎士やファティマが必要とする食料や衣料品までも生産が行えるようになっている。また、それ以外にも戦闘には不要と思われる数々の特殊な機能や設備を持ち、今後のラキシスの運命とその後の世界をも予見して作られている。
第1話では目的地のバストーニュにたどり着く前に墜落。追われるレディオス・ソープがラキシスと墜落現場に逃げて騎乗、バルンシャとデヴォンシャ、ヘルマイネを倒す。
第2話ではコーラスの決戦に参戦するも整備不良でほとんど役に立たず。しかし、今にも止めを刺されんとするジュノーンにK.O.G.自らの意思で刀を投げ渡すという行動に出ている。
第5話（割り込みで第8話のプロローグ） 天照家創興4400年壮宋祭に儀礼用の弓を備えた姿が公開されている。この時がL.E.D.と共に星団への初公開。
後に星団歴3239年のカラミティ星の爆発に巻き込まれ、天照射出後にラキシスと共に時空の彼方に行方不明となる。
ルミナス・ミラージュ（カルバリー・R、the K.O.G.ルミナス）
正式名称「ポコちゃん1号」。ワスチャ・コーダンテにMH戦で白星を上げさせるために貸し出した擬装時の名称。ワスチャのファティマ・ヒュートランの知らせを受けた天照が「クロスやルガーでは力不足」「（ワスチャでは）ヤクトは扱えない」「L.E.D.ですらまだ心配」という所で"暇そうにしていた"K.O.G.が目に入り、装甲を換装して貸し出されることになった。なお、本来K.O.G.は前述の通り天照かラキシスしか制御できないが、ヒュートランに脅されて制御させられている。
外装はクロス・ミラージュ雌型と同形に換装される。しかし、装甲の半分は新規製造で、本体は赤色金属を用い、コクピット内部の壁紙もワスチャの趣味に合わせたイチゴ柄にするなど、1日で仕上げたとは思えぬ変貌を遂げた。単独にて長期行動するための装備が外されていることから、本来の姿と比べると細身に仕上がっている。バスター・ランチャーはオプション装備化。
魔導大戦で、ヒュートランの指示によりメヨーヨのNo.2である天位騎士クライマー・パイドルが駆るA・テンプルと（最弱の相手と騙され）対戦。星団最強と言われるヒュートランのサポートにも関わらず負けそうになったが、転倒した際運良く相手の副腕を破壊し相手の戦意喪失により辛勝。
ナイト・オブ・ゴールドII ラキシスマリッジ
3239年に惑星カラミティの爆発により行方不明となったK.O.G.とラキシスは、放浪した後にジョーカー星団が存在した宙域にある緑の星フォーチュンで7777年に天照と再会する。その改装された姿がK.O.G.IIだと言うが、詳細は不明。
シュペルター（K.O.G. ウォータードラゴン）
型式名Mirage hX。K.O.G.シリーズの最初の騎であり、両脚に収めた2基のイレーザーエンジンを同調駆動する「デュアルツイスター・システム」を初めて搭載した騎体でもある。アルス・キュルと同時期に製作に着手し先に完成した。デイモス・ハイアラキに与えられ、後にダグラス・カイエンが譲り受け改装しシュペルターと呼ばれた。カイエン所有後は別名「白銀の騎士（ナイト・オブ・クローム）」とも。
劇中での初登場はツァイハイ。ファティマ・アウクソーを失い失意のカイエンは、A.T.と名乗る首領（＝アトロポス）率いるパルチザンに捕らえられていた。徐々にパルチザンとの交流を深めつつあったカイエンは、ウースー共和国のパルチザン狩りにシュペルターで対抗する。パートナー不在のカイエンだったが、A.T.がファティマシートでサポート。敵MHビルドーを一撃のもと撃破し、メイユ・スカのザカーも撃退する。
2度目はカステポーでのソープ救出戦で、使えるミラージュ・マシンは全て星団外に出払っておりフロート・テンプルには1騎も残っていなかったことからカイエンがミシャル・ハ・ルンに貸与した。白地に朱のミラージュ仕様（乗っているのがカイエンでないと判る様）に塗装され、L.E.D.ミラージュのベイルを装備。戦闘中の最前線に降下し、ビット・マエッセンの青騎士を撃破。敗走するシーブル国が撃ったバスター・ロックの周囲への被害を食い止めるため、バスター・ランチャーで撃ち落とし、対消滅させた。
その後、カイエンがハスハの筆頭騎士となったことでシュペルターもハスハの旗騎となった（この際、装甲はアマテラスによってアトール仕様に換装された）。星団暦3030年のバッハトマのハスハ侵攻において、出撃することもなくカイエンは死亡し、シュペルターはバッハトマに接収され、デコース・ワイズメルの次に手柄を立てた無名の騎士ジョー・ジィッド・マトリアに褒美として与えられた。
カイエンとそのパートナーであるアウクソーが搭乗するシーンは、本編中では一切存在しない。
オージェ・アルスキュル
ウォータードラゴンの姉妹騎としてダグラス・カイエンのために製作された。マシン・メサイアAUGEを模した外観を持ち、王家のMHとして実戦は行わないことを前提に自動弾除けとしてアクティブバインダーを装備している。しかし、カイエンがウォータードラゴンを継承したことでバランシェ城に置かれ、バランシェ・ファティマのMHコントロールの調整に使用されていた（若かりしボード・ビュラートがバランシェ邸を訪問した際、建設中のテストサイロにクバルカンのバングと共に置かれていた）。その後、成人したアトロポスが逃がされる際に持ち出した。
レディオス・ソープとアトロポスがシーブル軍の傭兵アーレン・ブラフォードのMH・アパッチに追われた時、「ファティマを使わないMHを開発する」というソープの願いへの参考にとファティマを乗せず、アトロポスが単独で使用。アパッチの性能は低いもののブラフォードとファティマ・京の能力により、善戦するも敗退。騎体の機密保持のために自爆させた。ソープはアトロポスのために再度作るとその場で約束した。イレイザー・エンジンは回収され、後にK.O.G.ATに使用された。
ナイト・オブ・ゴールド・AT / パトラクシェ・ミラージュ
型式名Mirage A1E1。正式名称「KNIGHT OF Titin D2」。ATはアトロポスを意味する。アトロポスとの約束に従いオージェ・アルスキュルのイレイザーエンジンを使って新たに作られた。頭部に施された王冠のような放射状装飾が特徴。ラキシスのK.O.G.とは、頭部の違い（次元航行デバイスが搭載されていない）とバスター・ランチャーが取り外されている点を除き、形状と性能は同様。
行方不明だったアトロポスがアマテラスの元に現れ、星団暦3960年に本騎を駆って星団統一に参戦。星団暦4100年はユーパンドラが騎士、アトロポスがファティマとして出撃し、コーラス26世のジュノーンと相討ちとなる。
ザ・ウィル
型式名Mirage W。3185年に完成した天照の次元戦闘コロニー。ベル・クレール以降この船が旗艦となっている。全長32.5kmとジョーカーにおいても桁外れのスケールを誇る巨大戦艦。MHでは無いが、同型のスーパーイレーザーエンジンを2組搭載している事からK.O.G.の系譜に含まれる。形見としてレディオス・ソープに託したクローム・バランシェの設計で、ラキシスの願いによって、当時使う者も無く埋もれていた技術・次元航行デバイスが搭載されている。完成後はミラージュ騎士団の移動基地として星団侵攻の拠となった。星団制圧後、天照はA.K.D.をユーパンドラに譲ってウィル内に隠居、4100年にはミラージュ騎士団、グリース国民と共にラキシスを探すために星団を去る。
バイナス
型式名M.M.T.-3。タイカ宇宙のクエーサー人が製作した最終兵器。天照とラキシスの娘カレンのために製作されたというが、詳細は不明である。人型のロボットのようだが、M.M.T.という名称から、MHとは異なる存在である可能性がある。

#### その他
ミラージュシリーズはアマテラスの私兵であるミラージュ騎士団が使用するMHで、A.K.D.にはそれ以外の騎士が使用するMHも当然ながら存在する。インペリアル・ゴーズとグリエーズは名前だけの登場。
ブラッド・テンプル
ダイアモンド・ニュートラルによるゴーズ騎士団の主力MH。詳細はテンプル・シリーズを参照。
AUGE(マシンメサイヤ・オージェ)
表記は正式名称アナミー・ユニゾナー・フォー・グリーン・エンプレスの頭文字を取ったもの。天照家ではなく近縁のグリーン家に古代から伝わるマシンメサイア。性能は現在のMHを遥かに凌駕する。建造時にはファティマは存在していなかったため、2300年代にファティマ搭載型に改良された。しかし従来の演算システムとファティマによる演算システムに機能衝突が発生したため、オージェのために特別に制作されたファティマ・ダイオードが専任ファティマとなっている。オージェ・アルス・キュルの外見はこれを模している。両肩のバインダーに多数のスロウランサーを装備する他、組み合わせる事でサイスになるレーザー剣を装備する。（ネイパーによれば）星団一美しいMHである。
現在の所有者はセント・グリーン・ネイパー、彼と共に第5話エピローグ1で初登場。星団一美しいと言われるMHエンゲージSR1の登場に気を悪くしていたようだが、3030年、魔導大戦に乗じてどちらが優れているのか（美しいのか）を競うためにボォスに侵入。AUGEの美しさを見せびらかすためにテレビ局を招待し、ハスハ・ノウラン近郊でアルル・フォルティシモ・メロディのエンゲージSR1の進路上に陣を構えるロッゾ帝国の多数のMHを蹴散らして待ち構えていた。エンゲージSR1を捕捉・強襲し、圧倒したが、途中、セイレイ・コーラスがエンゲージSR3で割って入り、剣を引いて欲しいと願い出られる。ネイパーは星団法を盾にこれを拒んだが、法律用語の連発にキレたセイレイがアルルとコント同然の壮絶な口喧嘩を繰り広げたために、哀れにも存在を忘れられた末、アルルの援護に来たゲンジャ・ボルツのA・トールESSQの撹乱で取り逃がしてしまうという、非常に望ましくない結果になっている。この時、クロス・ミラージュのビョンド・シーカーとテロル・ミラージュの剣玉型フレイルをアマテラスに無断で持ち出し、バインダー内に隠し持っていた。
なおAUGEはその後、エンゲージ戦の際に被害を受けたロッゾ帝国がA.K.D.に抗議して、賠償金の代わりにA.K.D.の持つパテントの一部を10年間無償で使用することを認める羽目になったため、罰として天照に取り上げられてしまっている。
エレシス
ミラージュ騎士キュキィ・ザンダ・理津子が個人で所有する薄水色のMHで踵の無い爪先立ちが特徴（同タイプにAトールESSQ）。キュキィがミラージュに入団した際、レディオス・ソープの手によってチューニングが施された。その際にミラージュマシンのパーツが各部に使用されており、頭部は開発が中断していたA型ミラージュマシンの物に交換されている。このためルージュ・ミラージュの別名を持つ。魔導大戦で使用する予定。ビラルケマ・レーザーマシンガンを装備可能。

### コーラス王朝
詳細はコーラス王朝参照
下記の他に劇中では名前だけ登場するキラーラ（キラウラとも）やアマロンが存在する。

#### エンゲージ・シリーズ
コーラス王家のモーターヘッドのシリーズ。特にコーラス23世が開発したものを惑星ジュノーからとって「ジュノーン」と呼ぶ。
シリーズ各騎の名称設定は設定集が出されるごとにたびたび変更されており、『ナイト・フラグス』以降、騎体名を単に「ジュノーン」と呼ぶ場合はSR.3ではなく、SR.3レプリカを指すとされたのを初め、『F.S.S. DESIGNS2』以降は「エンゲージ・オクターバー」が単に「エンゲージ」となり、「エンゲージ・オクターバーMk.2」が「エンゲージSR.2」に、「ジュノーン（ジュノール）o.d.k.」が「エンゲージSR4」となっている。なお「SR」は「シリーズ」と読む。
エンゲージSR.1（エンゲージ・オクターバーSR.1）
コーラス21世がMH・マイト、マール・クルップに依頼した、コーラス王朝の旗機MH。クルップ博士の死後はバッシュの設計などで知られるルミラン・クロスビンが製作を継続した。同型騎が多いため、単に「エンゲージ」と呼ぶ場合はこの本騎を指す。星団一美しいMHとされる（なお、「星団一美しい」といわれるMHはこの他に「AUGE」と「ジ・エンプレス・フレーム」が存在している）。
このMHは非常にコンパクトに出来ており、その後のコーラスやクロスビンのMHへと多く仕様が引き継がれる。脚部のランダム・ストレートはコンパクトな騎体から発生する過剰なエネルギーと熱を強制的に排除するもので、このMHのパワーを象徴している。特徴的なのは肩の装甲で、刃の付けられた上腕部の稼働範囲を確保するため、肩装甲は2枚貝の様に前後に分かれるようになっている。肩の後ろにはK.O.G.やバングなどに見られるスタビライザーが装備されており、それだけ出力系とコントロールがデリケートである証拠ともいえる。
本騎はコーラス王家の縁戚メロディ家の剣聖ハリコン・ネーデルノイドが使用したことから、「ハリコンの神騎」とも呼ばれる。王女アルル・フォルティシモ・メロディ4世は、メロディ家が取り潰しになる際に本騎と共に行方不明となっている。この為、アルルは「国宝級のMHを持ち出した」との理由でコーラスから指名手配されている。これは後に、アルルがハスハの傭兵となったことで、コーラスが魔導大戦へ参戦する際の口実とされた。
肩にはナイトマスターの紋章があるが、これはハリコンが使っていた時につけていたものを残しているだけである。
エンゲージSR.2（エンゲージ・オクターバーMk.2）
王家のMHエンゲージSR.1がメロディ家に行ったために、コーラス22世が発注したエンゲージ仕様のMH。友人であったモラード・カーバイト、ルミラン・クロスビン両者の協力を得てSR.1をアレンジしたもので、エンゲージシリーズではもっとも汎用性に優れている。使用されているエンジンはバッシュと同じもので、王の好みに合わせて各部がエンゲージより堅牢に作られているのが特徴である。
現在はマイスナー家の所有で、王子イェンテの婚約者マロリー・ハイアラキに、セイレイ・コーラス王女の支援として軍資金を付けて貸し出している。魔導大戦で登場する予定。物語で「エンゲージ（・オクターバー）Mk.2」と呼ぶ場合この騎体である。
第2世代エンゲージ・シリーズ（ジュノーン）
「ジュノーン」と呼ばれる騎体は誕生から時系列を追って、主に3種類の改良を加えられており、それぞれ呼び名が違う。各騎体の特徴と時代背景を、項目ごとに解説する。
エンゲージSR.3初期型（アーリィ・ジュノーン）
コーラス23世が王国に残っていたSR.1の設計図を基に、30年もの歳月をかけて造り上げたエンゲージの2番騎で、コーラス王朝の象徴となるMH。特徴的な肩装甲など、オリジナルの意匠を受け継いでいる。各部パーツの詰め合わせが上品にすりあわされており、得もいわれぬ美しさを誇った。マイトではないコーラス23世が組上げるのには限界があったようで、チューニングの不調で基本的なエンジン出力が足りず、各部に影響を及ぼしていた。そんな状況で、コーラス23世は対ハグーダ戦にて未完成ながら試運転のためラウンドブースターを装備して出撃。マグロウなどMH数騎を撃破するといった実戦データを収集していたが、ギエロ・スガスコーニチが駆るブーレイと遭遇。退避しようとするもパワー不足により行動不能になり墜落。コーラス23世は負傷し、王を助けようと行動したウリクルは死亡した。その後、本騎はディッパ・ドロップスのカルバリー・Cにより回収されている。
エンゲージSR.3後期型（レート・ジュノーン・クローソー）
ジュノーンに興味を持ったレディオス・ソープにより提供された、L.E.D.ミラージュのエンジン「スーパー・イレーザー1051」を搭載し、修復・改良された姿。これにより、エンジン位置が胸部から脚部へと変更されている。胸部のサイドがえぐられたのは、この部分にあったエンジンがジェネレーターとデバイスのみとなったためである。L.E.D.ミラージュのエンジンを搭載したことで凶悪なまでの出力を得る事が出来たが、ジュノーンを文字通りコントロールできるファティマは、クローソーただ一人となってしまった。
修復されたジュノーンは、アトキにおけるハグーダとの決戦に出撃するが、ヘッドライナーであるコーラス23世の戦傷が癒えていない事、戦うためのファティマを乗せていない事もあり、士気高揚のために本陣に陣取るだけの予定であった。だが、ブーレイの一員としてコーラスと対峙していたラルゴ・ケンタウリのサイレンがテレポートで強襲、ジュノーンは頭部を損傷し、コーラス23世は死亡。擱坐して行動不能となる。しかし、「コーラスやウリクルに報いたい」というジュノーン自身の願いを受け入れたクローソーの力で再起動し、サイレンを撃破して再び沈黙した。この際、頭部の装甲が破壊されたためMHの「素顔」を見せている。MHの素顔が見えたのは、今のところ最初で最後となっている。この戦闘の直後、クローソーは自ら眠りについた。
エンゲージSR.4（ジュノーン最後期型、ジュノーン（ジュノール）o.d.k.）
コーラス23世を失い損傷したジュノーンは、レディオス・ソープの手によってSR.4に改修された上で、クローソーと共に封印された。後にアマテラスの星団統一の侵攻を避け、黒騎士グラード・シドミアンにより密林に隠される。さらにその後、コーラス26世らにより発見された際に改造が施されて、巨大な頭部を持ち2体のファティマが搭乗可能なMHとなった。星団歴4100年にはコーラス26世が駆り、対AKD戦でK.O.G.ATと一騎討ちの末、相討ちになる。
旧称に付いていた「o.d.k.」はオクトーバー・デストロイド・キッドの略。複数の資料で「ジュノールo.d.k.」と表記されるが、なぜこのように呼ばれるのかは不明。ただし作者は『F.S.S. DESIGNS2』で「ジュノーンではなく、全く違う名前が付けられているが、おいおい物語でもその名前が出てくることであろう」と記している。
エンゲージSR.3レプリカ（ジェイド・テンプル、セイレイ・ジュノーン）
コーラス23世の娘セイレイが、父の設計を基にダイアモンド・ニュートラルに製作を依頼した騎体。SR.3の出力系の問題が改良されているだけで、SR.3とは完全同型騎。同時にパイドルスピアの設計もダイアモンド・ニュートラルに渡っていたのが幸いし、SR.3レプリカはパイドルスピアを装備している。
コーラスの騎機として、国賊アルル・フォルティシモ・メロディの逮捕を口実に魔導大戦に参戦。ハスハでAUGEと交戦中のアルルを捕捉し戦闘に割り入るも、AUGEに乗るグリーン・ネイバーの星団法を駆使した弁論にキレたセイレイがアルルと小学生レベルの口喧嘩を始めたため、AP騎士団A-トールESSQの突入を許し、アルルを取り逃している。

#### トリオ・テンプル騎士団
マイスナー、バランカ、コーラスの3王家の騎士団を統合したコーラス王朝主力騎士団。その中でも首都ヤースの王宮「コーラス城」に常駐している12名の騎士は「トリオ・デ・トリオ」と呼ばれるエリート中のエリートである。「他国への侵略を行わない」という国策のために、原則的に国外に出ることが無い「国家自衛のための騎士団」だが、例外として王族の警護として国外にごく少数が出ることがある。グリーン色に配色されたMHベルリンはトリオ・テンプル騎士団専用MH。トリオ・デ・トリオは乗騎としてホワイト・バイオレットにカラーリングされたベルリンを与えられている。

#### ベルリン
コーラス王朝主力MH。
ベルリン（SR.1）
ルミラン・クロスビンの設計で、グルーン・エルダグラインと並行して開発され、グルーン、バッシュ（黒騎士）と同じサイレンM型フレームを基本に作られた兄弟機といえる。また、ベルリンの製造時のノウハウがバッシュに盛り込まれエンジンも同じである点から、ベルリンの基本性能の優秀さが分かる。本土防衛を前提として作られた装甲の厚いMHであり、1兆1千馬力と2900年代では低出力ながら乗り手を選ばないよう使い易く手堅く作られ、乗り手次第で高い能力を発揮する。新興の強国らしい合理主義的な設計思想が良く生きたコーラス王朝の主力量産型MH。
グリーンのカラーリングの一般騎体と、トリオ・デ・トリオ用として若干の改良を加えた白色の騎体の2種類がある。
ベルリンSR.2
セイレイ・コーラス王女がダイアモンド・ニュートラルに発注し、完成したドラクロア・テンプルをベルリンの後継騎として制式採用した機体。しかし設計の完成はしたが生産が魔導大戦に間に合わず、魔導大戦には参加していない。傑作騎としてこの後1000年間使用される。
ベルリンSR.2アーリー・ハスハ
魔導大戦時のベルリン。SR.2の生産が間に合わず、トリオ用の通称「白ベルリン」のSR.1をSR.2の装甲に換装した騎体。新型装甲とセットアップのモニターも兼ね、セイレイが率いて魔導大戦に参加。各国のMHの情報収集も任務として帯びており、各種のトレーシングデバイスも装備されている。あらゆる情報をコーラスに送るための万能索敵騎の役割も強い。

### フィルモア帝国
国家の詳細はフィルモア帝国参照

#### ノイエ・シルチス
星団で最も古い歴史を持つフィルモア帝国を代表する帝国最上位騎士団。卓越した能力と、その容赦の無い戦いぶりから「血の宮殿騎士団（ブラッドテンプルナイツ）」と呼ばれ3大MHの一つ【北の魔人】サイレンを主力とする。フィルモア帝国は4000名近くの騎士を持ち、中でも300名のエリートが帝国騎士団の頂点の「ノイエ・シルチス」、さらに選ばれたエリート騎士がサイレンを駆る「サイレン・ライダー」と呼ばれる。彼らに皇帝代理騎士（ハイランダー）、三銃士を加えた騎士のことを皇帝警護騎士（フィルモアセンチュリオン）と呼ぶ。ノイエ・シルチスとは別に皇帝直下の騎士団がある。
3000年代 ノイエ・シルチス編成
- 皇帝警護騎士団アルカナ・ナイト（MHアルカナ・サイレン4騎）
- 王宮騎士団（赤グループより選抜、本体つきMHサイレンA型15騎）
- 赤騎士団(騎士数80名、MHサイレンB型80騎）隊長騎F型1騎
- 青騎士団(騎士数46名、MHサイレンD型60騎）隊長騎H形1騎
- 黒騎士団(騎士数46名、MHサイレンC型60騎）隊長騎G形1騎
- 白騎士団(騎士数26名、MHサイレンR型30騎）

星団暦1500年代〜3239年の全滅まで星団を代表する騎士団。

#### 皇帝直下の騎士団
皇帝直下の騎士団は議会、軍部の決定を待つことなく皇帝単独の意思でフィルモア皇帝出陣の時や皇帝勅命の時に直下に置かれる騎士団。現時点では、
- 皇帝警護騎士（アルカナ・ナイト）
完全なる皇帝側近騎士団で帝国議会の決定により動く事は無い、皇帝の勅命により全ての機関から独立して行動。
- 皇帝騎士団「ノイエ・シルチス白騎士団」
魔導大戦にそなえて3000年代初期に黒グループを中心として新設された

の2つが皇帝直下の騎士団。

#### サイレン
フィルモア帝国の主力MHであり、星団3大MHに数えられる強力なMH。配備される騎士団によって型式が分かれる。ミラージュ騎士団のように外見によって性能が違うのではなく、全型式が同一のフォーマットで作られている。ただしL型以降は装甲形式が異なる。サイレンの設計は古く、星団最高峰のマイトが何度も改良に携わった。2900年代後半からA型〜M型まであるバリエーションでB型を除いて軽装化されていた装甲を、3000年代星団規模のMH戦術に変化があり複数のMHの戦闘力を奪う事を目的とした重装甲に戻し、MH主武装を剣からメイス（重鈍器）やランス（槍）に変えた（B型は以前の戦闘形態を継承する形で細身の装甲をまとう）。
MH・バッシュはM型（グルーン・エルダグライン）が基本となっている。
L〜O型はいずれも特殊仕様となっており、この内V・サイレン（サイレンN型・O型）はサイレンの名前がつくものの、通常のサイレンと比べエンジン出力等が1.5倍に強化され、騎体サイズもまったく別物で、グルーンやバッシュに近いコンパクトなMHであり、サイレンと並んでいるのを見比べれば、一回り以上小型なMHだと分かる。ネプチューンは戦闘的であり、プロミネンスは様式美に乗っ取った騎士然とした姿である。
また、ベルゲ・サイレンと呼ばれるフィルモア帝国のモーターヘッド回収用の機体がある。詳細は不明だが、魔導大戦でメヨーヨとの軍団戦で登場している。
A型
本土防衛用・王宮直属帝国カラーのアイスグリーンに白の縁取り。A型サイレンはフィルモア帝国に所属する騎士「エンペラー・ガード（皇帝警護騎士）」が使用。
B型・C型・D型
Bは黒の縁取り（識別色メタルブラック）、Cは赤の縁取り(識別色クリムゾン・レッド）、Dは青の縁取り（識別色・藍色）、通常サイレンというとこのA型を含めた4種を指す。通常ノイエシルチスが使用するため、あらゆる戦場で見かけられる。
E型：アルカナ・サイレン
皇帝護衛騎と呼ばれる重厚なスタイル。ノイエ・シルチスではなく皇帝直属騎士、アルカナ・ナイトが騎乗する。基本的にA型を元に徹底的チューニングと最新技術導入（積層装甲とパイドル・カウンター・ティシューという腱筋関節）で、非常に微妙な調整が必要とされるエースカスタム騎体。本来のMHの特徴であるセッティングとメンテナンス不要の要素を犠牲にして反応速度と防御性を高めた特別仕様。強力だが製造に手間がかかり量産には向かない。その重装甲で皇帝騎の盾となることと騎士団の殿を務めることが主要な任務とされる。
E型はA型の改良実験的な側面を持ち、ここで得られた新技術はA型にフィードバックされる。
便宜上E型と呼称している程度でA型改めアルカナ・ナイツ専用機と言うべき騎体、ハート・スペード・クラブ・ダイヤの4騎が存在する。ネプチューンとプロミネンスに対し護衛としてそれぞれ2騎ずつ付いた。
F型・G型・H型
基本構造はA型と変わらず、骨格はA型と同じだがパワーマネージメントがまるで変わっている。このMHは非常に軽量に作られ、ハイパワーチューニングのエンジンを装備したパワフルで軽快なMH。各グループ隊長騎。
I型・J型・K型
エンジンマネージメントがデフォルトされた輸出用サイレン。購入した国家や騎士団で最終調整が行われる。I型・J型・K型の違いは、デフォルトセッティングの違いとファンクションシステムの差であり、パワー型、汎用型など発注先の要望によってこれらのパーツが変えられ輸出される。
L型
装甲換装・セッティング変更が行われたサイレン。I〜K型の基本構造を元に製造され、ブーレイ傭兵騎士団がかつて使用していた。
M型：グルーン・エルダグライン
騎体形式抹消・詳しくはグルーン・エルダグライン参照
N型：ネプチューン（Vサイレン - 103）
フィルモア帝国の皇帝騎（帝国旗騎・国家を象徴するMH。インシグニア・MHとも呼ぶ）の一騎。レーダー家の皇帝色である孔雀色のMH。徹底した軽量化のため装甲は薄く、背面側の装甲はほとんど無い。
ネプチューン自身がクリスティン・Vを主として認めたことから、時の皇帝レーダー8世からクリスティンが譲り受けた。3030年、クリスの初陣として魔導大戦のメヨーヨ騎士団との軍団戦で戦うが、5騎撃破したもののクリスティンは経験不足により精神的に不安定な状態に陥り、騎体を労わる余裕の無い無理な戦闘がたたり戦闘不能に。後退時に敵と遭遇し、皇帝騎でありながら皇帝ダイ・グ・フィルモア5世のプロミネンスに助けられるという醜態を招いた。
クリスティン仕様ネプチューンは徹底的に軽量化されたネイキッドモデルのためナンバーが「Vサイレン - N103」となっている。
O型：プロミネンス（Vサイレン - 104）
ダイ・グが祖母にあたる剣聖慧茄・ダイ・グ・フィルモアから譲り受けた皇帝騎。ネプチューンとほぼ同時期に開発された駆逐型MH。
ダイ・グは、皇帝でありながら自ら戦場に降下し、メヨーヨ戦に参加し、アシュラ・テンプル3騎を撃破、機関故障で後退行動中だったネプチューンを守った。皇帝自らの参戦は驚きと共に賞賛された。
R型
3000年代に新設された白騎士団（白グループ）で使用されその強力さのために、他の騎士団や様々な戦場の火消し役として数騎から単騎で投入される事がある駆逐MH。
見た目はF型の装甲違いとも言えるもので、性能はF型とほぼ同じである。実際見た目だけの違いだが、政治的な理由で「新型」と呼ばれている。

#### ファントム
ルーテン・シャープスをマイトとしてエンジン・フレームともに新規で開発し、現在の主力MHサイレンとはまったく違う設計思想と戦術、星団の最新用兵事情を考慮して作られた。試験運用に先行して製造された3騎は駆逐型としての兵装・装備を持っているが、フレームと出力には相当余裕があるためにノイエ・シルチスに配備される時には汎用万能装備になる。騎体はVサイレン・ネプチューンに匹敵するほどの装甲面積が少ない細身でスピード重視に見えるが、実は一見すると軽装甲に見える各装甲は、堅牢で重装甲に作られたボディーであり、星団で例を見ない特徴を持ったMHである。
先行試験型の3騎はそれぞれ赤・白・黒のカラーリングが施され、赤は慧茄・ダイ・グ・フィルモア、白はナイアス・ブリュンヒルデ、黒はマドラ・モイライに託され、ハスハ各地で勇名を轟かせ“魔導大戦の幽霊”と呼ばれた。シャープス曰く「マドラの為に作ったら勢い余って3騎完成してしまった」とのこと。
独特な頭部の飾りと骸骨のフェイス・マスクが外見的な特徴。元々は企画された劇場版『聖戦士ダンバイン』のオーラバトラーとしてデザインされたが、企画は陽の目を見ずに没となり、流用したと永野は述べている。同じくファントムのデザインのオーラバトラーに搭乗する聖戦士のデザインはパナロッテ・ボリショイ・ナフマーニャに流用されており、類似性が見られるのはこのためである。

### ミノグシア連合（ハスハ連合共和国）アトール聖導王朝
ミノグシア連合およびアトール聖導王朝参照

#### AP騎士団
ボォス星の最大国家ハスハ連合共和国の筆頭騎士団は「AP騎士団」と呼ばれ、首都ベイジの連合議会の統制下にある12の各騎士団と、聖宮ラーンから派遣されている「ラーン近衛騎士団」のベイジ駐屯分隊から構成されている。各騎士団は支隊と独特の呼び方で呼ばれ、12騎士団中の7騎士団が連合共和国内に散って管理維持し、第4〜第10騎士団がローテーションで何年かに一度国家内を回って配置についている。もっとも名前がよく出るスパース隊とスキーン隊はハスハ王宮と首都ベイジのあるハスハント共和国の固定騎士団で王宮警護騎士団のドゥーチェ隊と合わせてこの三つは移動する事が無い。AP騎士団最大の騎数を持つスパチュラー隊とディスターブ隊はハスハの複数の国家に分散配備。ラーン近衛騎士団分隊はアトールの巫女（アトール皇帝）の警護騎士団である。実戦的なAP騎士団は戦闘に際して合理的な運用がある意味徹底している。戦闘時には戦闘薬を服用し服用中は血管が浮き出た容姿になる。
星団暦3030年に勃発した魔導大戦によりハスハ連合共和国は瓦解し、AP騎士団は指揮系統を分断され、実質的に解体された。解体後の状況は記事「ファイブスター物語#ウエスタ太陽系」の「ミノグシア連合」の項を参照されたい。

#### A・トール
著名なマイト、ゼビア・コーターが設計した騎体。大型フレームにゆとりを持たせてあり、ラウンドバインダシステムや各騎士団のバリエーションなど、あとから改良を行い易く設計されている。このMHはパワーに任せて操るためにピーキーなチューニングやきめ細かなファティマコントロールは必要とされない。エンジン出力はバリエーションにもよるが1兆2千馬力程度。2300年代ロールアウトと設計思想は古いものの基本設計は優秀であり、現在もゼビアの孫娘マギーのメンテナンスの下第一線で使用され続け、三大MHに数えられている。
他のMHは人間と同様に左右1対のアイグラスだが、A・トールは中央に単眼状のアイグラス1個で、これが独特の威圧感を敵に与える。
装甲形態や装甲色は異なるが、特殊な使われ方をするダンダグラーダとESSQ以外は性能に大きな差は無い。ダンダグラーダとESSQはマギー・コーターによって2900年代に作られた。
【第1騎士団・本陣強支隊スパース隊】（首都防衛騎士団）AトールBS 22騎
AP騎士団を代表する本陣強支隊、スバース隊の騎体で、首都ベイジに常駐。両肩にラウンド・バインダーを持ち、カラーリングはダーク・グリーン。2989年時点の隊長はマイケル・ジョーイ・ギラ（のちAP騎士団総団長、同参謀長官を経て魔導大戦の混乱を収めるために制服組として政治に参加し隊長を退く）、副隊長はヤーボ・ビート（その後騎士権剥奪により除隊→聖導王朝皇帝騎士へ）。3045年時点は元ミラージュ騎士のランドアンド・スパコーンが隊長を務める。ヤーボが搭乗していた7番騎は肩のマーキングとコブラの頭部を象ったベイルから特に「Aトール・コブラ」と呼ばれ、魔導大戦では現役復帰しドーチュー隊隊長に就いたワンダン・ハレーが駆ることとなっている。
2989年、ハグーダ - コーラス戦ではハグーダへの援軍としてジュノー上空で待機していたが、戦況の悪化により参戦せずして終戦。帰国後、ヤーボは手合いで参戦できなかった憂さ晴らしを行い、相手を不必要に痛めつけてしまう。それまでの度重なる素行不良もあってヤーボはAトールを持ってカステポーに修行に出される。カステポーでのアシュラ・テンプル退治でヤーボは哨戒中にアシュラ・テンプルに遭遇するも、ラウンド・バインダーがA.テンプルにとって分が悪いとのことで交戦を避けられてしまう。3030年魔導大戦の開戦直後、首都ベイジに侵攻してきたバッハトマ騎士団と交戦するが、王宮陥落を受けて撤退する。
【第2騎士団・本陣参謀支隊スキーン隊】AトールSKS 24騎
スバース隊と共に首都ベイジを防衛する隊。魔導大戦開戦時の3030年の隊長はシュマイス・バイダーで、スバース隊と共にバッハトマ黒騎士団を相手に善戦するも、王宮の陥落により撤退する。現ミラージュ騎士のスパークが在籍していたのはこの隊。
【第3騎士団・本陣城支隊ドーチュー隊】AトールDS 28騎
3045年、ワンダン・ハレーは同隊の隊長として復帰することが予告されている。
【第4騎士団・スパチュラー隊】Aトール焔星 45騎
【第5騎士団・エンブリヨ隊】AトールEBS 12騎
2997年、カッツェー公国王子ムーラがデルタ・ベルンに招かれた時に乗船した式典艦ワリスに搭載されていた。帰路にワリスを護衛していたエンブリヨ隊所属のワンダン・ハレーがEBSで脱走、逃げ込んだアドラーのトラン連邦でハレーのパートナーのハルペルの能力でスクリティ隊と互角に戦うも、ハルペルの動作停止でEBSも活動停止し転倒してしまう。その時の最外装は三角錐の頭部と直線的なシルエットが特徴で、カラーリングはスカイブルー。
【第6騎士団・ジャーグド支隊】AトールJG（駆逐騎士団）12騎
【第7騎士団・マルコンナ支隊】AトールMMS 15騎
【第8騎士団・バローラ支隊】AトールHS 14騎
【第9騎士団・ディスターブ支隊】Aトール・フィニトライブ 45騎
【第10騎士団・ツラック支隊】AトールKK 12騎
3045年時点の隊長はナルミ・アイデルマ。
【第11騎士団・宇宙騎行支隊S-P-K隊】Aトール・ダンダグラーダ 20騎
植民衛星ダンタグラータ宇宙都市を担当するS-P-K隊が使用する。現在開発中でハスハの最高機密の一つとなっている。劇中には未登場。ハルペルがこれの開発に携わっていたために、ワンダン・ハレー脱走事件の波紋が一層大きなものとなった。魔導大戦開戦後はダンダグラーダともども独立した。「S-P-K」は「スペース・パーレーツ・キラー」の略。
【第12騎士団・警察騎士団スクリティ・ポリディ隊】AトールESSQ 6騎
悪名高き「掃除屋」警察騎士団スクリティ・ポリティ隊仕様のAトール。2997年時点の隊長はロータス・バルンガ（魔導大戦の開戦直後、ハスハ軍総司令に就任）。3045年時点ではアルル・フォルティシモが指揮を執る。Aトールとしてはかなり特異な形状をしており、Aトールの特徴と言うべきラウンドバインダは装備されておらず、かわりに甲殻状の装甲が全身を覆っている。また、河童を思わせる円盤状の頭部は3次元スキャナに最適化した形であり、電子機器の関係上ファティマ・シェルは頚後部に位置する。カラーリングは山吹色。
スクリティ隊は魔導大戦開戦後、警察業務を各支隊に移管し、軍司令部直轄の遊撃部隊として行動することとなる。
【ラーン近衛騎士団・皇帝支隊】Aトール・シルバー 6騎
独特の銀の装甲を持つ騎体。王宮の塔に似た頭部を持つ。皇帝側近騎士は女性のみ。劇中には1コマだけ登場。魔導大戦開戦に伴い、部隊は聖宮ラーンに帰還したが、開戦時の隊長だったニナ・エリスのみはスバース隊らと行動を共にしている。

#### ジ・エンプレス・オブ・ディスターヴ
アトール皇帝（アトールの巫女）直属の聖導王朝皇帝騎。このMHの使用にはハスハ議会や議長ではなくアトール皇帝の許可が必要とされる。歴代皇帝に始動キーが託され、専属騎士は「ネードル・シバレース」（ナ・イ・ンの騎士）と呼ばれる。
星団暦初頭、当時のフィルモア皇帝の要請で、MH以前の戦闘ロボットであるマシン・メースを多数手がけていた天才科学者ブラウニー・ライドによって設計された。しかし竣工後わずか10年弱でボォス星の聖宮ラーンに移され、今日に至っている。
「星団一美しいMH」と呼ばれ、超帝国の「炎の女皇帝」をイメージとした頭部にはファロスディー・カナーンの黄金の山羊の角（ゴウト・ホーン）の彫刻が施され、装甲の主要な関節部やボルトなどを極力隠すという非常に珍しい装甲形態を持つ。最大の特徴は騎体の太ももにAD世紀のマシン・メサイア焔星（エンシー）のエンジンを2基搭載し、Aトールの1.7倍の3兆馬力という桁違いの出力を誇る。その出力は制御し切れないエネルギーにより、周囲に炎を発生させてしまうほど。
星団歴2500年頃に剣聖デューク・ビサンチンが搭乗。ファティマ・インタシティと共にハスハ20年戦争（ミノグシア大動乱）を戦い、ハスハの民の伝説となる。2997年にアトール皇帝ムグミカがヤーボ・ビートに託しワンダン・ハレー脱走事件を収めたが、ヤーボの死により息子のデプレッサー（デプレ）・ビートに受け継がれる。今後は、デプレの双子の姉であるアトール皇帝マグダルからA.K.D.のアマテラスのミカドに渡され、「ゴウト・ミラージュ」と改称された上、【ミラージュ・ナイトNo36】ファティマ・タワーが使用することが 『F.S.S.DESIGNS 3』などで予告されている。
本騎の正式名称は従来「ジ・エンプレス・フレーム」となっていたが、『F.S.S.DESIGNS 3』で「ジ・エンプレス・オブ・ディスターブ」に変更された。
備考【ミラージュ・ナイトNo36】ファティマ・タワーはムグミカがジ・エンプレス専用としてモラード・カーバイトに依頼して製作されたファティマ。ハレー脱走事件の際、ヤーボのパートナーであるファティマ・コンコードがジ・エンプレスを使いこなしたため製作が休止されていたが、3100年に完成。ファティマであり騎士でもある最強の存在となる。

### クバルカン法国

#### ルーン騎士団
「星団でもっとも騎士らしい騎士」と謳われる騎士団であり、星団で異色中の異色で、もっとも人気のある騎士団の一つ。フィルモア帝国のノイエ・シルチスが現実の軍事的な脅威としての騎士団を象徴するのに対し、ルーン騎士団は一種のファンタジーの騎士像を忠実に具現した存在である。団員は正義感と厳格な戒律に縛られた半司祭 / 半騎士であり、メンバーに女性騎士はいない。

#### バング（S.S.I.クバルカン）
クバルカン法国の旗騎であり、星団3大MHに数えられる星団屈指の人気を誇るMH。正式名称はS.S.I.KUBALKANS（SCHOLTI Super Immortal KUBALKANS（ショルティ・スーパー・イモータル・クバルカン＝永遠不滅のクバルカン）の略）法王に認められた枢機卿以上のルーン騎士が騎乗を許され、彼らは「人形遣い」と呼ばれる。
「破烈の人形」「バングドール（バンドール）」などの別名を持つが、現在は"バング"に統一されている。
基本設計をストーイ・ワーナー、チューニングをルミラン・クロスビン、ファティマ・コントロールをクローム・バランシェという時の星団最高峰マイト達が星団歴2600年代に共同開発しており、ミラージュ・マシン公開以前には『星団最強』と呼ばれていた。
しかし上記設定は『FSS Designs 3』において変更が加えられ、『フィルモア帝国の大分裂』の直後にクバルカン法国が『システム・カリギュラ』の手を借り、フィルモア帝国からの分離・独立をする際に、『ストーイ・ワーナー博士に新型MHの設計を依頼した』といった設定へと変更された。
以降クバルカンは時間をかけバングを改良し、星団歴2000年代中期にはMHバッシュ・ザ・ブラックナイトの製作者であるルミラン・クロスビン博士に依頼し、2400年代に登場した「ファティマ」に対応したパワーマネージメントや大規模な改修を行ない現在の姿となっている。
その後ファティマ・静がサヤステ公国大公アルテン・サヤステのパートナーとなった縁から、ファティマ制御システムの設計をクローム・バランシェ博士へと依頼し、バランシェ博士がシステムを新造した事から、星団最強のファティマ・コントロールを得る事の出来るMHとなっていた。
機密保持のために移動の際もMHドーリーを用いず、小さい収納形態に変形した上で、ミサイルかエアバレルを積み込んだと見えるように偽装されたトレーラーに収納されている（この形態での自力移動も可能）。
この独自の機構のため他のMHに比べてエネルギーの消費が非常に大きく戦闘行動時間が短いのが欠点となっている。
星団でも珍しい隠匿のための変形機構を備えた「ティーガー・フレーム」は基本設計同様ストーイ・ワーナー博士が開発したもので、これは当時まだ独立したばかりのクバルカン法国が、大国フィルモア帝国を相当警戒していたためとされる。
余計な変形機構を備える事によって生じるフレームの脆弱性と激しいエネルギー消費というデメリットは、この様な経緯から黙殺される事となった。
旧設定では、同じ3大MHであるサイレンとA・トールが量産されているのに対し、最高機密兵器として扱われており、運用は極秘になされている。また、星団史上でわずか17騎、一時代には5騎しか配備されていないことから、データ収集はもちろん実際に姿を見た者も稀。ただしバランシェは開発者特権でファティマのコントロール能力調整用に居城にバングを1騎保有していた（没後クバルカンに返還）。しかし『FSS Designs 3』ではこの設定も変更されている。
新たに追加された設定では、製造コストと維持コストのあまりの高さに大量生産は難しいものの、星団暦初頭から生産が続けられているという設定に変更されたため、ルーン騎士の数だけバングが存在するとされている。星団暦3030年にハスハで開戦した魔導大戦では20騎以上のバングが持ち込まれるとされるが、正確な製造数・配備数は未だ不明のままである。
専用武器であるエネルギーソードはイレイザー・エネルギーを刀身にチャージし爆発させるもので、威力は重装甲のアシュラ・テンプルですら一撃で破壊可能。オプションでバスター・ランチャーも用意されている。
上記の様に非常に厳格な隠匿態勢に置かれている機体だが、各地の戦いで数多くの武勲を挙げたことで非公開にも関わらず非常に高い知名度を持ち、特に2930年にクバルカンとウモス国家社会主義共和国との間で起きた戦争で、剣聖の血を引くアルテン・サヤステ大公とファティマ・静が、初代黒騎士ツーリー・バイドルが乗るバッシュを倒した戦いは伝説のMH戦として語り継がれているという。後にこの戦闘の勝因について言及されているのは、
- 静がエストよりも強力なファティマだった訳ではなくバランシェ・ファティマであったこと（バングにはクロスビンの手が入っているため、バッシュの運動性が静には予測しやすかった）。
- ファティマ制御システムをバランシェが新造したために、バングが星団最強のファティマ・コントロールを得るMHになっていた（この当時バランシェの制御システムは他国のMHと比べてかなりのアドバンテージがあったとされる、ただし現在では差はほぼ無くなっている）。

の2点である。
また、2989年のカステポーでの「壊し屋事件」では静のマスターを継いだミューズ・バン・レイバック枢機卿が壊し屋（実戦テスト中だったメヨーヨ朝廷の新型MH「アシュラ・テンプル」）と戦い、ドラゴン・トゥースを物ともしないパワーを以て一撃の下に撃破している。
2012年刊行の『ファイブスターリブート7』の最新設定では破烈の人形は現在はミューズのもつ一騎のみで、外見や性能は少量生産のSSIクバルカンと変わらないとされた。この破烈の人形は製作者であるストーイ・ワーナー＝エルディアイ・ツバンツヒのカリギュラ騎士時代の乗騎で、彼女はこれに乗って幾度も星団に帰還したという。
破烈の人形については将来アマテラスに捕獲され形式MirageOと呼ばれるようだ。

#### カーディナル・バング
法国神官長ノンナ・ストラウスが使用するMH。カーディナルレッドの騎体色以外は外見はルーン騎士団の使用する騎体と同じ。ノンナの実家であるストラウス公国の所有物であり、ルーン騎士団の騎体ではない。

#### スチルコア
ルーン騎士団の一般騎士が使うMH。

### ダイアモンド・ニュートラル作

#### マイティ・シリーズ
駆逐用MHで3騎が存在する。アマテラスのミカドから提供を受けたL.E.D.ミラージュのイレイザー・エンジンと、半透明化積層装甲を使用して作られている。それ故にマイティ・ミラージュとしてミラージュ・シリーズに分類されることもある。ダイアモンドが言うには、あまりにもピーキーすぎて乗りこなすには「明らかに罠だと分かるトラップに罠だと気付かず突っ込むほど知能の低い天然馬鹿」でないと駄目らしい。錫華御前が自ら鍛えたメトロテカクロムの実剣「クラッシャープレート」を装備する一方で盾を装備しない攻撃特化型でもある。最大の特徴は反発性積層腱筋関節という幾重にも重なって構成されるバネ式関節である。
ダイアモンドがA・テンプルとB・テンプルの戦果に納得が行かなかった事が開発するきっかけとなったと言われているが、直接のきっかけといえるのはL.E.D.ミラージュの正式公開を見たダイアモンドが、レッド・ミラージュの性能を一目で見抜き、アマテラスのミカドの真意を悟ったからともいえる。皮肉にも3騎共にミラージュ騎士団（アマテラス）の手へと渡っているが、ダイアモンドが譲渡したのではなく、各MHの専属に選ばれた騎士がたまたまミラージュ騎士団所属だったためである（厳密にはジャコー・クォン・ハッシュはイオタ宇宙騎士団所属で、ミラージュの籍は名誉称号に近い）。
暁姫（あかつきひめ）
別名「L.E.D.ミラージュ・B4・デストニアス」。テストネームは「マイティα」。完成時には騎士が決まっておらず、一時預かりの間にアマテラスが剣聖の騎乗を前提とした更なるチューニングを行った。これにより只でさえピーキーだった本騎は剣聖クラスの騎士でも扱いきれない程のパワーを有する事となり、逆にリミッターで押さえ込んでいるという非常に扱いづらい騎体となった。魔導大戦でマキシが搭乗する。本来は暁姫の名前の通り半透明の暁色であったが、マキシの騎乗が決まった時点でカラーリングを半透明のオペラピンクに変更されている。もともと下記の雷丸、彗王丸に比べて装甲面積が少なく、更に魔導大戦時には頭頂部のカウンターウェイトと腕部サイドブレードが外されているが、これはマキシが乗るMHに剣を当てられる騎士はそもそも居ないので、不要な装甲を取り払って騎体の軽量化・追従性を上げ、マキシが縦横無尽に動き回れるように調整した結果である。
雷丸（いかずちまる）
別名「L.E.D.ミラージュ・バビロンズ」。テストネームは「マイティβ」。再生したファルク・U・ログナーが搭乗する。3騎のうちもっとも重装甲の騎体。カラーリングは半透明の黒に近いダークブルー。メイスを装備。
彗王丸（すいおうまる）
別名「ハイドラ・ミラージュ」（ミラージュシリーズにおける型式NoはB3h2）。テストネームは「マイティγ」。シュペルターの紋章を持ち「シュペルター・セカンド」とも呼ばれる。カラーリングは半透明の白銀。使用者は強天位のジャコー・クォン・ハッシュ。

#### テンプル・シリーズ
頭文字がアルファベット順となるように名称が付けられている。他国や騎士団より受注し開発する。
A-アシュラ・テンプル
ダイアモンドの処女作。メヨーヨ朝廷での御前試合でプリンセス・タイトネイブがクラーケンベール・メヨーヨ王子と引き分けたことでダイアモンドの優秀さを証明し、売り込みを成功させ、採用された。試作機として3騎が先行完成し、後にアシュラ・テンプルDDとして量産された。
肩部に「ドラゴン・トゥース」と呼ばれる副腕があり、これで相手MHの肩を捕まえて身動きを取れなくした上で攻撃を加える。初登場時のプロトタイプでは装備されていたが、副官クライマー・パイドル騎以外の、試作機の残りの2騎は簡略化され、魔導大戦時の量産型では集団戦では使いにくいという事から外されており、機会を見て装備することになるようだ。
パワーでは3大MHクラスより劣るものの、その装甲は非常に堅牢であり、クロス・ミラージュ雌型やネプチューンの剣ですら弾き返す程である。3199年のボォス侵攻でL.E.D.ミラージュが投入されたのもこの騎体が存在したためとされている。後にA.K.D.ゴーズ騎士団にも採用された。
2989年、試作騎がカステポーで手合いと称して実戦データを収集していた。30騎目のアイシャが駆るクロス・ミラージュも追い詰めたが、救援に現れたミューズが搭乗するバングのパワーの前にドラゴン・トゥースが効かず、敗れて機密保持のために自爆した。
3030年、魔導大戦のナカカラでのフィルモアとの軍団戦ではサイレンに一歩もひけを取らなかった。その後パイドル騎がワスチャ・コーダンテのルミナス・ミラージュと対戦するが、攻撃を全て受け流すにも拘らず、打ち込みは撫でるように貧弱という奇怪な戦闘に戦意喪失し、あげくに必殺のドラゴン・トゥースも「すべってころんだ拍子に剣が当たった」というとんでもない技によりかわされ、離脱した。
B-ブラッド・テンプル
プリンセス・タイトネイブの見事な舞を伴った売り込みにより、アマテラスによる改良案を取り入れ若干の修正がされた上でA.K.D.のゴーズ騎士団に採用された。
2992年のフロートテンプル内乱ではヘル・タワーに出現したサタン（悪魔）を撃退しようとするが、永久機関イレーザーエンジンの謎のパワー消失により出撃が叶わなかった。一方カステポー戦ではA.K.D.領ウォンドルシーク駐在の3騎が出撃するが、パイドパイパー騎士団の前に敗退。
C-コーカサス・テンプル
現在のところ未登場。
D-ドラクロア・テンプル
コーラスで採用され、次期主力騎ベルリンSR2となる。
E-エンパー・テンプル
イズモ・アストロシティのMH。騎士でもあるダイヤモンド自身のほか、錫華御前などが搭乗。現在のところ未登場。
F-フランベルジュ・テンプル（姫沁金剛）
アシュラ・テンプルの優秀さからメヨーヨが皇帝騎として追加発注し、クラーケンベールが使用した騎。アシュラ・テンプルに似ているが、全くの別物とのこと。
魔導大戦ではメヨーヨのハスハ侵攻戦で初登場。先頭に立ってフィルモア軍と激突したが、戦闘の最前線ではなく少し引いた位置に付けているようだ。
G-ガスト・テンプル
シーブルが発注していたMH。隠密行動に向いた騎体。量産を前提に制作されたが、先行試作の2騎で生産は打ち切られた。
試作2騎はボーグブルドン衛星騎士団のケサギとカエシに渡されたが、両名ともバッハトマ魔導騎士団にガスト・テンプルと共に移籍。
3030年の魔導大戦の開戦直後のハスハの首都ベイジ戦で、先発のデコース隊との交代のために後方で待機していたと推測されていた。後にマグダル・アトール追跡でケサギの搭乗で初登場（1コマのみ）。
新設定ではGTM「カーバーゲン」に変更され、先行試作騎（プロト・ブランデンG）を基に量産された騎体がバッハトマ制式騎として採用された。
H-ハープーン・テンプル
イオタ宇宙騎士団が使用するMH。現在のところ未登場。
I-インフェルノ・テンプル
現在のところ未登場。
J-ジェイド・テンプル（エンゲージSR.3レプリカ）
セイレイ・コーラス王女が父であるコーラス3世亡き後、父のジュノーンの設計図を基に製作を依頼した騎体。オリジナルエンゲージSR.3（初期型）と仕様は全く同じ（差異は一部のペイントのみ）だが、ランド・ブースターは装備していない。

### クルマルス・シリーズ
星団初のファティマ搭載型MHの3騎。ただし同時期に製作されたわけではなく、完成はかなり間が開いている。マイトはゼビア・コーター。当初ナッカンドラ・スバースが3騎とも所有していたが、現在は各国の一流の騎士に渡っている（ギブソン社のエレクトリックギターがモチーフともの説もある）。
クルマルス・バイロン
クルマルス・シリーズの1番騎。ナッカンドラがファティマ・フォーカスライトを使って星団最初のファティマ搭載のデモンストレーションを行った。フィルモアに移った後長らく不稼働だったが、ゼビアの孫であるマギー・コーターの手によってサイレンのエンジンを使用しレストアを施される。現在の所有はフィルモアの筆頭騎士のアビエン・ヒートサイ。
クルマルス・ヴァイ・オ・ラ
クルマルス・シリーズの2番騎。使用者は時々変わり、魔導大戦時の開戦時にはバキンラカン帝国の旗騎となっている。ナッカンドラの子孫である「スパーク」ことピッキング・ハリス（＝マドラ・モイライ）の使用時には撃破スコア78騎という偉大な記録を残している。また、ベイル（盾）の代わりにスウォードストッパーが左腕に装着されている。
劇中最初の登場はパイドパイパー騎士団の所属としてバキンラカンの聖帝よりパイパー将軍に貸与。パイパーは、団長である自ら使用せずに最も使いこなせるとの判断からイアン・ケーニヒに使わせていた。カステポーでの対ブラッド・テンプル戦では事も無げに2騎撃破。しかしアイシャ・コーダンテのテロル・ミラージュには瞬殺。歴史に残る貴重な騎体のため、損壊を最低限に留め戦闘不能にさせるために両手首を斬り落とされた。その後A.K.D.に接収されたが、レディオス・ソープによって改修されバキンラカン帝国に返還される。魔導大戦ではバキンラカンのママドア・ユーゾッタが使用する予定。所有国本来のカラーリングと共に本編活躍時における道化師を思わせる頭部のバイザーの意匠も元に戻されると見られる。
クルマルス・ビブロス（ブランジ）
クルマルス・シリーズの3番騎。現所有者はやはりナッカンドラの子孫にあたるトラン連邦共和国大統領ミッション・ルース。ルースが「ボード・ヴュラード」という偽名で使用する際には、搭乗者が特定されぬように擬装し、「ブランジ」という偽名を使っている。しかし見る人によっては簡単に見破られるが、それを見破るくらいの人物は心得ており見逃されている。
2988年ラキシスのお披露目でヴュラードが持ち込んできた。レディオス・ソープは一発でブランジとその所有者が誰なのか見当が付いたが、それは黙っていた。ビブロスの出番は無し。
2989年コーラス・ハグーダ戦ではコーラスの友軍として参戦し、本来の装甲に戻されて再登場。アトキ決戦時においてブーレイ撃破。
2997年ハスハ・スクリティー隊のワンダン・ハレー討伐では重装甲化し、ヤーボ・ビートのジ・エンプレスと共にスクリティ隊を止めに入った。この時ヴュラードが、かつてナッカンドラが得意としたモータースキル（MH剣技）を使用したことにより、スクリティ隊隊長ロータス・バルンガにヘッドライナーの正体を看破され、国際問題になりかけた。なおこの際、騎体には新ファティマ・スーツ「プラスチック・スタイル」対応型として天照が設計したファティマ・コクピットがいち早く搭載されていた。

### ルミラン・クロスビン 作
ルミラン・クロスビンは、バッシュ、ベルリン、サイレンM型（V・サイレン）、グルーンなどを開発したMH・マイト。エンゲージSR1やエンゲージMk2、バング、サイレンの開発にも参加している。その後、バッシュと専用ファティマ・エストの悲劇的な奪い合いが起こったことからの心労により死去。

#### バッシュ・ザ・ブラックナイト（黒騎士）
2876年ロールアウト。人々に黒い装甲から畏敬をこめて「黒騎士」（ブラック・ナイト）と呼ばれている。時のアトール皇帝ボルサから超帝国の王女タタラスティ・イ・ヤーン・バッシュの名から取った「バッシュ」と命名された。同時に製作されたファティマ・エストを専用ファティマとし、エストに選ばれこの騎体に搭乗する者は「黒騎士」の称号を許されている。
フィルモア帝国のサイレンをコンパクトに設計したグルーン・エルダグラインを基に開発され、またクロスビンがベルリン開発で得られたノウハウも盛り込まれている。
当代最高のMHマイト、クロスビンとバルチック・アカデミーきっての若き天才ファティマ・マイト、モラード・カーバイトの共同作業によって星団で唯一開発に成功したシンクロナイズド・フラッターシステムにより、バッシュ搭乗時のエストは3Aにも届く化け物じみたパワーゲージ性能を発揮。また、バッシュはファティマ・エスト専用のMHであり、このシステムを作動させるためにバッシュに最適な騎士が必要。これら3つが揃うことにより、ミラージュ・マシンを除いたMHとしては星団でも最高峰の性能を発揮する。
第1巻冒頭ではグラード・シドミアンが操縦し、カーレル・クリサリスのL.E.D.ミラージュと65時間にも及ぶ戦闘が繰り広げられた。力量がかなり違うと瞬間的に決着がつくが、互角の場合はこのような長時間の戦闘になるという（この戦闘においては、L.E.Dの圧倒的な性能があったものの、ヘッドライナーであるカーレルは未熟でグラードと比べ劣っており、加えてエストは莫大な戦闘経験とL.E.Dに搭乗した経験を持っていたため互角に渡りあえたといわれる）。その戦闘で機能停止。エストと共に眠りにつく。

#### グルーン・エルダグライン
ジャスタカーク宮殿騎士団長アイオ・レーンの騎で同国の旗騎。元来はサイレンM型としてフィルモア帝国から発注されたが、重装甲大型を良しとするフィルモアの風潮に合わなかったためキャンセルされた。その後クロスビンがコーラス王朝のMHベルリン開発の傍ら完成させ「グルーン・エルダグライン」と命名された。のちにこの機体を元にプロミネンスとネプチューンが製造されたため、バッシュ・グルーン・プロミネンス・ネプチューンは非常によく似たフレーム構造をしている。バッシュは部品の7割がこの機体と共通であり、グルーン、バッシュ共に骸骨デザインのマスクをしている。そのため魔導大戦ではこの騎体をバッシュと誤認する騎士も多かったという。

### ブーレイ傭兵騎士団
所属不明の騎士団。その装備から並の国家規模では有り得ないと考えられている。ハグーダ－コーラス戦では、ブーレイ騎士団はフィルモアとハスハと共同で編成している非公式な騎士団という印象であったが、実際は違うようで謎が多い。
騎士団の使用するMHはブーレイと呼ばれるが、これはサイレンやA・トールなどをベースに装甲を擬装した機体で、ブーレイ傭兵騎士団のMHというところからブーレイと呼ばれるに過ぎず、特定の騎種を指す物ではない。また、ブーレイは星団中のほぼ全てのMHのデータを持っており（魔導大戦時には既にストーイ博士がミラージュ騎士になっているので各ミラージュマシンのデータすら保有している可能性もないとは言い切れない）、あらゆる騎体を生産する事ができる。

#### ブーレイ T-232スプートニク
ハグーダ戦に参戦したブーレイ。サイレンA型をベースとして擬装した7騎。騎体ごとにカラーリングが違い、虹のブーレイとも呼ばれる。しかし実際には赤・橙・黄・緑・青・紫・朱・空・茶の9騎がある（2機は予備）。劇中にはフィルモアのサイレンであることを窺わせる演出があるが、機体の素性を外部から判断しようとすることは何故かしておらず、最終決戦まで謎のMHという扱いだった（第2巻102ページでギエロ・スガスコーニチは「こいつの中身を知ったら、さぞ驚くだろうよ」と発言している）。
コーラスの駐屯地を襲い、戦車隊の一斉射撃でも全く無傷で蹂躙し、その力を見せ付けた。その後、哨戒中のギエロ・スガスコーニチはブーレイでジュノーンと遭遇し、ジュノーンを小破しコーラス3世を負傷させた。最終決戦では出撃した5騎（ブルーノ・カンツィアンは青に騎乗）は全騎撃破され、計4騎が残った（予備騎の空と朱、サイレンで出撃したラルゴ・ケンタウリの赤、事前に死亡していて不参加だったギエロの黄）。AP騎士団のメンバーも（その時点の）ブーレイ傭兵騎士団に加わっており、終戦後、AP騎士団のマイケル・ジョーイ・ギラは、回収したブルーノに対し「後で使う身になれ」「失った5騎はA・トールから作り直す」と言っている。

#### ブーレイ T-233ボストーク
魔導大戦に参戦したブーレイ。ハグーダ戦の7騎を遥かに上回る7個中隊、160騎近い機体が参戦している。騎乗していたのはナイアス・ブリュンヒルデが率いるフィルモアの教導騎士団とナイアスがかつて所属した傭兵騎士団のメンバーが中心だが、それでは騎士の数が足りないため多くの傭兵を雇っているとされる。
設計はユーゴ・マウザー。エンジンはA・トール、フレームはフェードラの物を使用している。劇中で団員が「ブーレイ」とも呼称しているので、これも「ブーレイ」の範疇にあるようだ。

### パラベラム・スターム作
カラミティのフリーのMHマイトとして名工と名高い。安定した性能で扱いやすいMHが多く、そのため多くの騎士団や国家が採用するほか個人所有する騎士も多い。ただし劇中ではそれらの勢力や騎士が読者からは敵側となる視点で描かれる事が多いため、いわゆるヤラレ役としての登場が主である。

#### ザカー
ウースーのメイユ・スカ将軍が特注したMH。デヴォンシャ型をベースとしている。シュペルターやヤクト・ミラージュなど凶悪な相手とばかり戦わされたため強いという印象はないが、高性能なMHであるとされる。承認を得ずにザカーを作ったことでスカは国費着服としてウースーを追放されてしまったが、追放と同時に持ち出したので結果的には着服となった。ヤクト・ミラージュの大太刀の一振りで原形をとどめないほど大破し、スカとファティマ・リンザ共に死亡した。初登場時はスリムなシルエットであったが、シーブルに於いてはフィルモアのサイレンに倣い、ヘルマイネに匹敵する重装甲に身を固めていた。

#### ヘルマイネ
2800年代にロールアウト。ロッゾ帝国ヴーグラ騎士団の主力MH。出力は並だが重厚な装甲を持つ。同世代のMHとしては操作系・チューンの点で扱い易い機種で、ヴーグラ以外の騎士団でも運用されているようだ。作中ではやられ役のイメージが強いが強力なMHである。
2988年、騎士ではないバストーニュ領主ユーバー・バラダが購入して来客に見せびらかして権力を見せ付けていた（永野は「F.S.S.DESIGNS 2」においてそれを「F-22やレオパルト2を個人が財力に物を言わせて手に入れてそれを見せびらかすような不快なもの」と解説している）。しかしバルンシャとデヴォンシャを事も無げに破壊したK.O.G.に恐れをなして逃げ出し、エア・ドーリーにバスター・ロックの砲撃を命じたが、先に撃ったK.O.G.のバスター・ランチャーの一撃に巻き込まれて消滅した。
3030年、最短距離でナカカラに向かうエンゲージ・オクターバーSR1を逃がすため、単騎でロッゾ騎士団と交戦したベクター・赤城のA・トール・ESSQのグランドジャマーの死角から不意を突く。しかしその直後、慧茄・ダイ・グ・フィルモアのファントムの一太刀で真っ二つにされた。

#### デヴォンシャ・シリーズ
2800年代にロールアウト。マイトであるスタームの死後、権利を引き継いだウモス国家社会主義共和国のもと、多くの国でライセンス生産や輸出も行われるようになった。
「デヴォンシャ型」のMHとして、多数のバリエーションがある。国家騎士団での制式採用のみを目的とした騎体ではなく、個人での所有をも視野に入れた設計。性能のまとまりの良さと比較的低い価格のため、星団各地の国家で使用されているほか、フリーの騎士にも乗騎とする者が多い。一方で、騎士団に雇用されてもデヴォンシャを引き続き使用する騎士も少なくないことは、その使い勝手の良さを物語っている。また、設計の根幹にはウモスで開発されたローテキャバリーの設計が存在しており、ウモスの旗騎である紫苑鋼とは兄弟騎とも言える。
2988年、ユーバー・バラダが披露した2機は、東西の死刑執行人のイメージでデザインされていた。トローラ・ロージンが搭乗した騎体はK.O.G.に頭部を握り潰され、戦闘不能となった。
バルンシャ
デヴォンシャのロッゾ帝国製造バージョン。黒騎士になる前のデコース・ワイズメルの乗騎として登場。中古のエトラムル仕様でありながら、フィルモアのバーバリュース・V乗騎ほかサイレン3騎を倒し、デコースの強さを見せつけた。2988年、K.O.G.に胴体を両断された。
プルート
デヴォンシャ型の3番機シリーズの1騎。形状はバルンシャに似る。ミハエル・レスターが使用し、A・テンプル戦で敗れた。相手側のミスとは言え、A・テンプルから剣を取ることに成功。デコースの件もあるが、使うものが使えばかなりの力を発揮するようだ。

### ストーイ・ワーナー作
フェードラ、ツァイト、ルビコンは装甲形状の違いを除けばフレームなどの基本構造を同じくする騎体である。

#### フェードラ
バキン・ラカン帝國の主力MH。作中でディモス・ハイアラキが使っていた時は軽装甲となっていたが、本来は重装甲が施されている。魔導大戦に登場予定。

#### ツァイト
フェードラのロッゾ帝国仕様。ロッゾがフェードラの設計ライセンスを借り受け、独自の改修を加えたフェードラの重装甲版ともいえるMH。
高級騎であるヘルマイネと他国にも輸出されるほどコストパフォーマンスに優れたバルンシャの間を埋める形で配備されており、他国には輸出されていない。

#### ルビコン
ガマッシャーン共和国の他、複数の国家で運用されている優秀なMH。手合いをしていた騎士が自信満々であることからも窺える。しかし次に遭遇したのはイアン・ケーニヒが駆るアルカナ・サイレンだったことから、一太刀を交わしただけで割に合わないとして逃亡した。

### その他の主要モーターヘッド

#### 青騎士（紫苑鋼、ブルーアーマー）
ウモス国家社会主義共和国の青銅騎士団で使用されるMH。
MHマイト、ヘッケラー・バシントンが星団歴2500年代後半に開発した。“青騎士（ブラウ・キャバリー）”という名は青（正確には紫）のカラーリングから付けられた愛称であり、正式名称は「紫苑鋼」。中世の騎士を思わせる、プレートを編みこんだような装甲形状が特徴。1兆1千万馬力のMH。多くの国家にデチューン無しで輸出されており、バキンラカン帝国を始め他の国家でも使用された（ただし装甲形状は変更されており、本国仕様と同じ仕様で運用したのはパイドパイパー騎士団のみ）。
星団歴2992年にウモス独立重駆逐大隊扱いのパイドパイパー騎士団に貸与された騎体が登場し、シーブル国の傭兵として参戦した。しかしA.K.D.戦でミラージュ騎士団に全騎撃破されている。

#### ローテキャバリー
ウモス国家社会主義共和国で使用されていたMH。
開発にはシステム・カリギュラが関わっており、このMHの成功がウモスを独立に導いた。大量生産がしやすい構造になっており、紫苑鋼やデヴォンシャ・シリーズの設計もこの機体の設計が根幹にある。自国使用のみならず多くの国家や個人使用の傭兵にも売却されたので、現在でも姿が見られる。

#### マグロウ
ジュノーの新興国家ハグーダ帝国が開発したMH。MHマイトはルーザン・アストラ。実際の製造は資金と技術の供与の関係で同時期開発の他国MHと比べると比較的低出力な1兆馬力のMH、星団歴2950年代にロールアウトされた。ハクーダ国家騎士団が2998年コーラス王朝に侵攻した戦争で活躍。しかし開発や製造にはフィルモア帝国やハスハ連合など複数の大国の技術や資金などの支援が不可欠で、マグロウの存在はハグーダを支援していた大国からのコーラスへの無言のプレッシャーであった。
ハグーダ帝国の滅亡後はロッゾ帝国が自国生産して使用しているシーンが劇中に登場している。使い易く、個人所有の騎としても人気のある機体となっている。

#### アパッチ
ルビコンベースのカスタム騎。アーレン・ブラフォードが傭兵をしていた時期に個人で所有していたMH。スカ曰く「民族色豊かなMH」。中古であり、元々の性能もさして高くはないが、ブラフォードの技量と京の能力により、見た目に反してかなりの戦闘能力を発揮する。アルス・キュル戦では不完全な整備状態とファティマ無しという状態とはいえ、本来「ミラージュ・マシンの旗騎」であるアルス・キュルを見事に撃破。天照を震撼させた。その後のヤクト・ミラージュ戦では、「天照とは戦わない」という誓いを立てていた京が、ジレンマによる精神崩壊に陥りかけながらも、ヤクト・ミラージュが撃ったビームを敢えて受け戦闘不能に陥らせ、ブラフォードを生き延びさせることに成功するが、それと知らない（知っていても結果は変わらない可能性が高いが）ディ・バローの怒りを買い、ブラフォードは傭兵を解雇された。もっともそれにより、かねてより天照に目をつけられていたブラフォードには、ミラージュ入団の道が開けることとなる。アパッチの戦闘メモリーは、後にブラフォードが使用することになるテロル・ミラージュに移植されることとなった。

#### カナルコード・エリア・ナイン (K.A.N)
後に名騎として名を残し星団歴4100年代まで使用されるMH。コーネラ帝国の皇帝ルーパート2世がスケーヤ・エレクトロ騎士団で配備するために、新興国家ならではの一から開発されたMHで、従来のデータや戦略に囚われず自由な設計になったのが成功の理由の一つである。
3007年のミラージュ騎士団の公開でL.E.D.ミラージュを見たMHマイト、バルター・ヒュードラーとオタリ社が共同して20年足らずで開発した。不確定要素となるファティマを排除し代わりにMHカン専用に徹底的にチューニングしたエトラムル・ファティマを搭載した。いち早くL.E.D.ミラージュの優れた設計思想を取り入れ脚部に2基のイレーザーエンジンを搭載し、空いた胸部にオーバーパワーのジェネレーターが装備され、軽い装甲とパワー・ウエイト・レシオに優れピーキーかつ俊敏なMH。
カン・アーリィ
先行量産型のカン・アーリィにはデータ観測用のアンテナが頭部に2本付いている。装甲も後の量産型とほぼ同じで、他国のMHと比べ装甲の薄いのは運動性で補うといった攻撃性が見えるMH。マヨール・レーベンハイトの要望で腰の装甲が外されている。
開発当初は強力な騎士の協力が必要で、当時傭兵として名をはせていたレーベンハイトと彼の所有するバランシェ・エトラムルファティマNO.002「ロンド・ヘアライン」の協力でコーネラ帝國の主力騎として完成される。レーベンハイトはスケーヤ・エレクトロ騎士団長に就任し魔導大戦を戦うこととなる。
カン・セカンドとの区別のためにカン・アーリィと呼ばれる。従ってまだカン・セカンドが登場していない劇中での名前はカンである。
カン・セカンド（カン・α）
後にA.K.D.がコーネラ帝国を吸収するとともにカンを接収し、ジョージョ長官が改良を加えた騎。ゴーズ騎士団のMHとなる。

#### シャクター
ジャスタカーク公国のジャスタ宮殿騎士団員が使用する量産MH。ジャスタでは騎体ごとに番号で呼ばれていた。

#### アウェケン
バッハトマの主力騎。デコース・ワイズメルは「ちゃんとしていないなんて事はない」と評価している。魔導大戦でのベイジ戦では戦斧を装備していた。のちにガスト・テンプル（新設定カーバーゲン）の量産が成功したことで引退。

#### ビルドー
ウースー国の主力MH。ツァイハイ村の掃討戦にザカーと共に登場する。ダグラス・カイエンとアトロポスが乗るシュペルターに一瞬で倒されてしまった。

#### 焔星（イェンシー）
AD世紀の超帝国のマシンメサイア、「焔星緋帝（イェンシングフェイディー）・ディグツァイト」とも。AD世紀のスパチュラー国に出現した時、ベイルには「高特幻像」などの超帝国の文字である漢字のマーキングが多く記されている。のちにMHジ・エンプレスに搭載されたこの機体のエンジンは、星団暦の時代の技術では制御し切れないほどのパワーがあるといわれ、これを超える出力を出せるのはレッド・ミラージュに搭載されているスーパー・イレーザー・エンジンのみである。マシンメサイアの中でも随一の強さを持つ。

## 用語の由来
ここではMH関連用語のインスパイア源と思われる語について、50音順で述べる。基本的にこの節の内容は未確認情報であり、すべて「要出典」に相当するが、特に作者による言及があるものはこれを示す。傾向として、音楽用語が多い。
アシュラ・テンプル
ドイツのロックバンド、アシュ・ラ・テンペル。
アトール（A・トール、イェイ・トール）
フランスのロックバンド、アトール。
A・トール・スワンズ・BS
「スワンズ」はアメリカのロックバンド、Swans。スワンズのメンバーの名は同騎に搭乗する騎士「マイケル・ジョーイ・ギラ」「ヤーボ・ビート」に引用されている。
ヴンダーシェッツェ
ドイツ語で「不思議な宝物」の意。ドイツのロックバンド、ノヴァーリスに同名の楽曲あり。
カナルコード・エリア・ナイン
ドイツのロックバンド、カン。MHは「KAN」などと綴り、バンド名は「CAN」であるが、作者自身による言及がある。
クリサリス
レコード・レーベル名（ジェスロ・タル、テン・イアーズ・アフター、プロコル・ハルム、ウルトラヴォックスなどを擁した）。
サイレン
イギリスのロックバンド、ロキシー・ミュージックのアルバム「サイレン」（Siren、1975年）。
ツァイト
タンジェリン・ドリームのアルバム「ツァイト」（Zeit、1972年）。
ブーレイ
イギリスのロック・バンド、ジェスロ・タルによるアルバム「スタンド・アップ」所収の有名な楽曲「ブーレ」と関連？
フェードラ
タンジェリン・ドリームのアルバム「フェードラ」（Phaedra、1974年）。アルバム名はギリシア神話のパイドラーからとられている。
ブラック・ナイト
イギリスのプログ・ロック（ポンプ・ロック）バンド、ペンドラゴンによるアルバム「ザ・ジュウェル」に同名の楽曲が収録されている。
プレシジョン・ミラージュ
フェンダー社のエレクトリック・ベース名、プレシジョン・ベース。
ヘッドライナー
あるイベントのメインアクトを務めるグループをさす言葉。
モーターヘッド
イギリスのロックバンドモーターヘッド。
ルビコン
タンジェリン・ドリームのアルバム「ルビコン」（Rubycon、1975年）。
L.E.D.・ミラージュ
「LED」のつづりはイギリスのロックバンド、レッド・ツェッペリン。
このほか、破烈の人形出撃やヤクト・ミラージュ（グリーン）初陣のシーンでファティマが称呼確認している技術用語は音楽機材等の名称と似たものが多い。騎士・ファティマ・モーターヘッドの関係自体もモーターヘッドがシンセサイザー、騎士が演奏者、ファティマが音色を作るプログラマーをモチーフとしている。